# Ragamala
Ragamala é um gênero de pintura indiana em miniatura que transfere a expressão musical de um raga como estrutura melódica da música clássica indiana para uma linguagem visual. No campo da música, um ragamala (sânscrito, "corrente/grinalda de ragas") forma uma família de formas melódicas pertencentes a um determinado raga, que é apresentado como o chefe masculino da família. No sistema mais difundido, cinco raguinis (raginis) femininas são atribuídas a cada um dos seis ragas masculinos; num sistema mais extenso, oito filhos (putras) também são adicionados; Na pintura, um ragamala ilustra as características de um raga com elementos de desenho codificados que variam dependendo do estilo. A classificação dos ragas em grupos é baseada em uma teoria musical que foi refinada desde os tempos antigos da Índia.
As representações mais antigas do ragamala podem ser encontradas em um manuscrito da Índia Ocidental datado de cerca de 1475. Do final do século XVI surgiram os ragamalas típicos, quando um estilo provinciano de pintura mogol da corte e as tradições regionais do Rajastão se influenciaram mutuamente. O gênero de pintura ragamala foi particularmente popular nos séculos XVII e XVIII, e continual até o final do século XIX. As escolas de pintura individuais tinham suas oficinas nos estados principescos do norte da Índia, no Rajastão, na Índia central, na planície do Ganges e no sopé do Himalaia, no noroeste.
Uma ilustração ragamala não representa uma sequência de tons raga. A pintura e a música pertencem a diferentes percepções sensoriais que estão ligadas numa visão religioso-mitológica. Um raga na música colore o clima emocional (rasa) acusticamente, enquanto um ragamala pintado, visualmente.

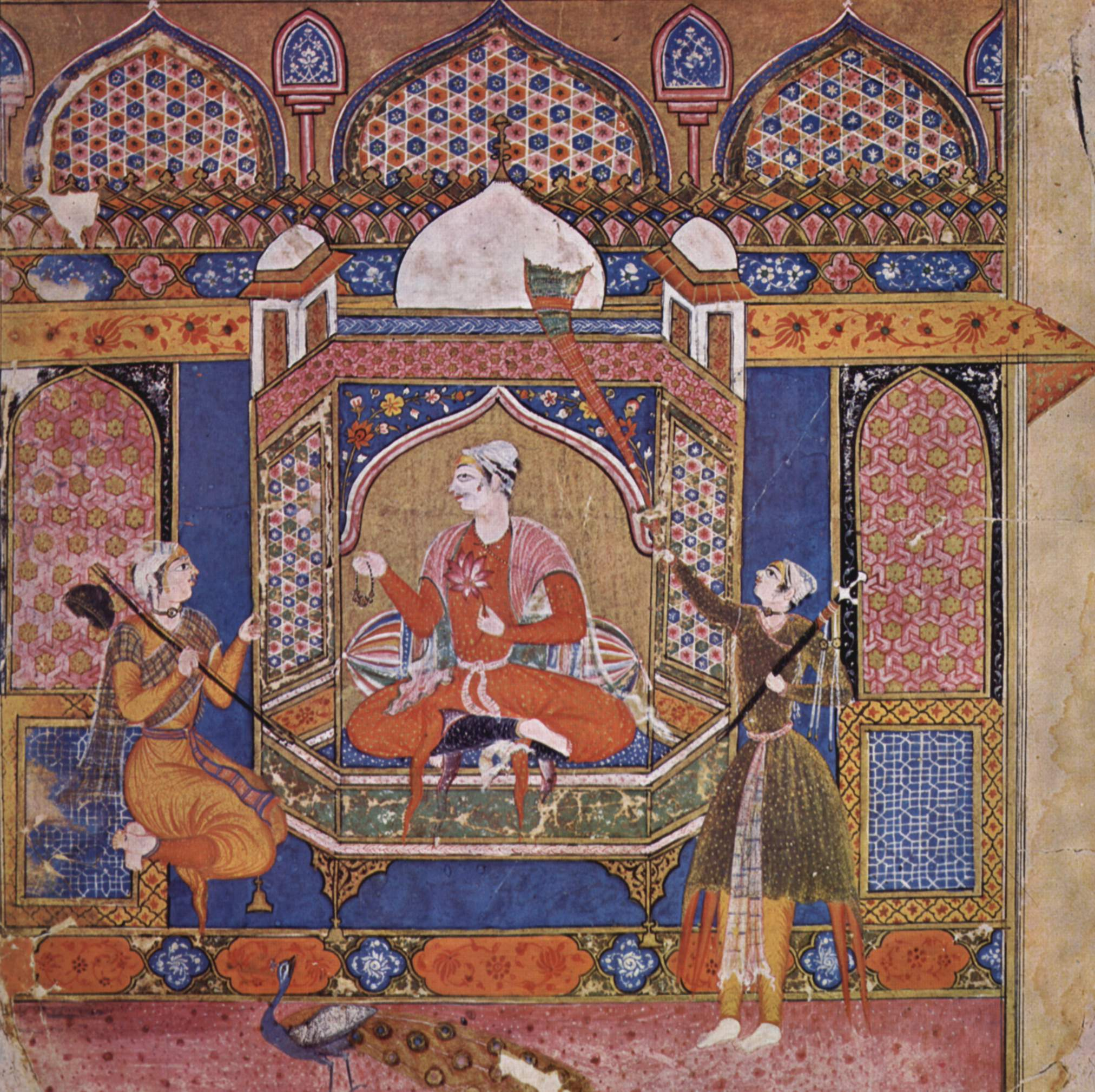
Miniatura ragamala de Raga Shri, um dos seis chefes da família. À direita do príncipe está um servo agitando um pano com a mão direita levantada, à esquerda um músico toca uma cítara de vara com uma cabaça atrás do ombro (geralmente vina, a forma simples corresponde à tuila). O pavão em primeiro plano ilustra a eufonia da música. Criado sob Ibraim Adil Xá II (r. 1580–1627) no Sultanato de Bijapur, Decão, 1590–1600.

## Percepção da música

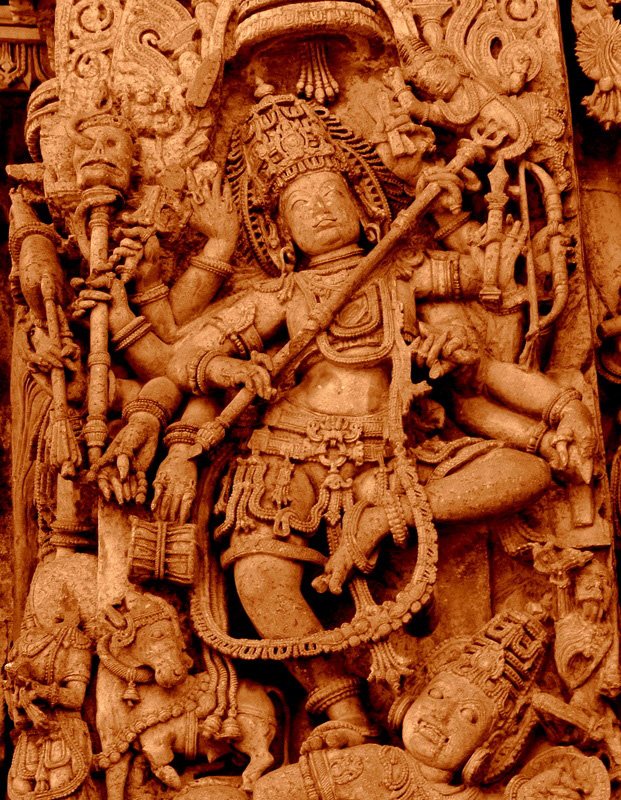
Xiva como Nataraja, cria o mundo dançando (tandava) e batendo o tambor-ampulheta damaru. Relevo do templo em Belur, sul da Índia, século XII

Desde o período védico (a partir de meados do II milênio a.C.), a teoria da música indiana desenvolveu-se segundo uma compreensão metafísica de uma causa primordial ou princípio cósmico (brahman, originalmente "palavra sagrada", da qual foram originados "criador" e Brama, o Deus Criador). O princípio é expresso na sílaba sagrada Om, que no Mandukya Upanishad, como quintessência da coleção filosófica de escrituras filosóficas védicas tardias, as Upanixades, corresponde ao som por excelência: "Este som imperecível é a totalidade do universo visível." A partir deste som, o poder criativo da “música universal” Nada-Brahman põe o mundo em movimento com as suas vibrações (nada, “som”). Antes de começar um raga de música clássica indiana, um instrumento de bordão (geralmente o alaúde tanpura de quatro cordas e pescoço longo) ao fundo garante um tapete sonoro consistente que perdura por toda a peça, que representa Nada-Brahman e do qual a melódica estruturas se desdobram. Não só a melodia, mas também o ritmo da música está ligado aos acontecimentos cósmicos da mitologia indiana. O deus Xiva, em sua forma de Nataraja, criou o mundo em uma dança cósmica (tandava) com o som e as vibrações do pequeno tambor de ampulheta (damaru). Até a Idade Média, toda a teoria musical derivava dos textos sagrados da literatura védica. É conhecido como Gandharva Veda ("o conhecimento sagrado dos músicos celestiais") e inclui a história e a teoria da música, bem como o seu significado mágico, as referências estéticas e as propriedades metafísicas do som.
O compositor e cantor do sul da Índia Tiagaraja (1767–1847) escreve em versos cheios de admiração sobre as sete adoráveis deusas que correspondem aos sete tons de uma escala tonal. Para ele, os ragas são seres divinos transformados em som. Tiagaraja reflete a visão comum dos teóricos da música indiana de que os ragas podem ter uma origem divina e que às vezes têm efeitos mágicos ou terapêuticos. Portanto, no norte da Índia, a cada raga é atribuído um horário específico do dia ou estação que corresponde à sua atmosfera emocional (rasa) e no qual deve ser realizado. Rasa, o sentimento básico sentido, é um conceito central da estética indiana e está subjacente a todas as artes visuais e performáticas tradicionais.
O conteúdo emocional da música pode ser visto na etimologia da palavra raga. Raga é derivado do sânscrito ranj (“colorir, agradar, alegrar-se”) e não pode ser traduzido em uma palavra. Diz-se em sânscrito rannjāyati iti rāga: "Aquilo que colore a mente é um raga." Uma raga encanta e acaricia o espírito. Por "colorir" quer-se dizer particularmente a cor vermelha, a cor do amor e da paixão. No Panchatantra, uma coletânea de fábulas criadas no século IV, raga representa nota musical, melodia, harmonia e assim por diante.
Um raga inclui uma escala de tons modais, que se baseia em um tom fundamental fixo e recorrente, e certas fórmulas e ornamentos melódicos, diferenciados em ascendente (āroha) e descendente (avaroha), que são improvisados para expressar o valor emocional do raga. A estrutura musical do raga e a sua relação com certos estados de espírito associados à hora do dia e à estação baseiam-se em regras estabelecidas, cuja violação era anteriormente proibida, e que ainda hoje parece deslocada e imprópria para os ouvintes conscientes da tradição. A hora do dia ou do ano em que um raga deve ser realizado é indicada na maioria das ilustrações de ragamala.

## Desenvolvimentos precursores da pintura indiana

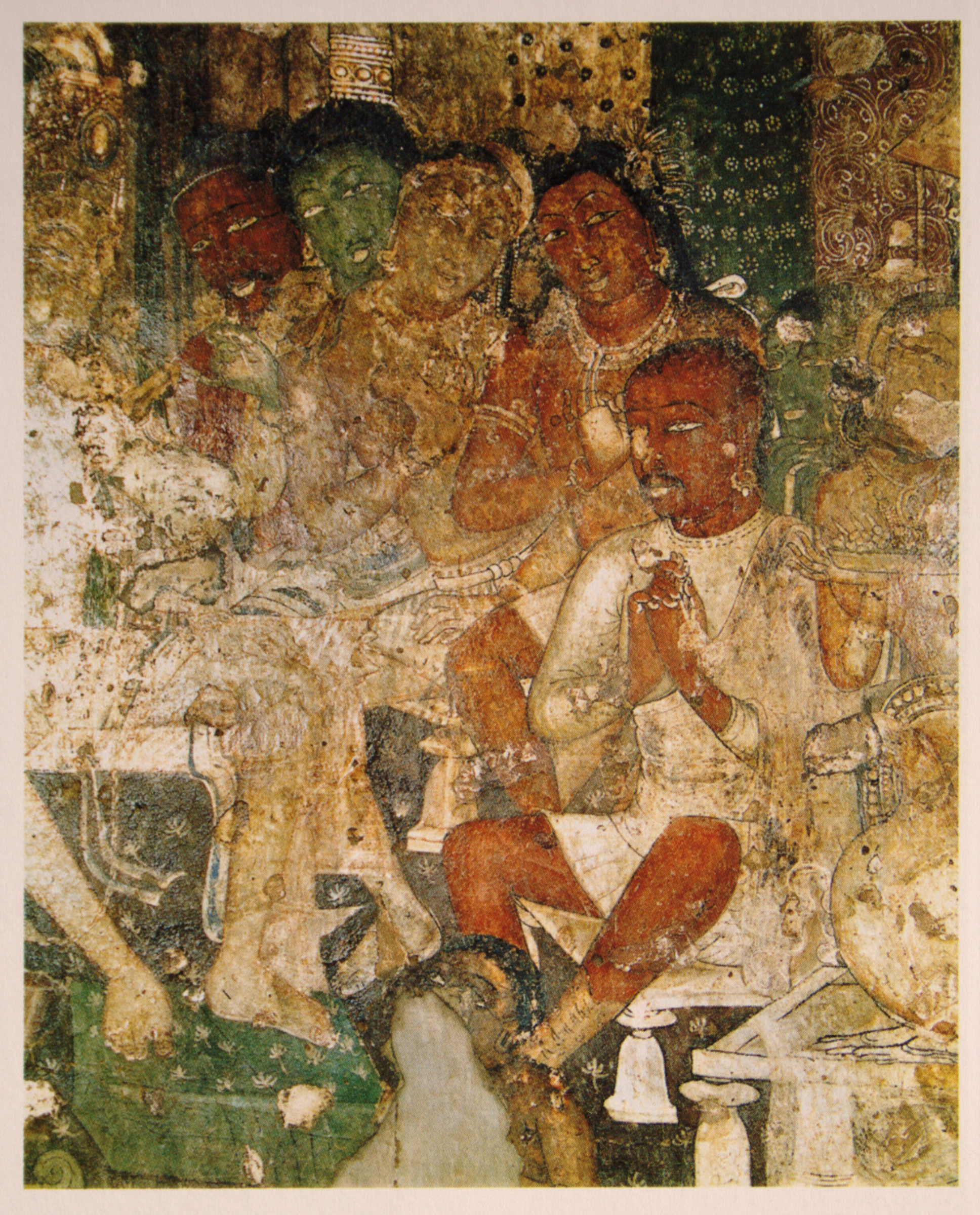
Ajanta, Caverna 17, final do século V. As pinturas rupestres budistas ilustram Játacas, histórias da vida anterior do Buda, aqui o Hamsa Jataka sobre um cisne (também ganso, hamsa).

As pinturas mais importantes do antigo período indiano são as pinturas murais preservadas nas Cavernas de Ajanta do apogeu dos séculos V a VII, que ilustram predominantemente Játacas (histórias instrutivas da vida do Buda). Segundo inscrições nas paredes das cavernas, as primeiras pinturas murais foram feitas no século II ou I a.C. Quase não restam vestígios deste período. Os murais retratam budistas em trajes de corte movendo-se por palácios magníficos, jardins de palácios, nas florestas e no campo de batalha. Eles revelam uma cultura nobre em seu auge. Pinturas budistas semelhantes do final do século V se encontram nas cavernas de Bagh (no distrito de Dhar, na Índia central). Antigos textos indianos em sânscrito mostram que as paredes de alguns palácios e templos também eram ricamente pintadas. Este estilo de pintura vivo e realista dos períodos Gupta e pós-Gupta constitui a fase formativa da pintura do noroeste da Índia.
A segunda tradição da pintura indiana além da pintura estacionária é a móvel iluminura, também chamada de pintura em miniatura, independentemente do tamanho (derivada do latim minium para o corante vermelho de 
tetróxido de chumbo que era usado nas ilustrações medievais). As pinturas móveis, ou seja, aquelas que podem ser transportadas sem serem destruídas, incluem também, como exceções, tecidos de algodão pintados de grande formato, que podem ser enrolados e que estilisticamente correspondem mais às pinturas murais contemporâneas dos palácios. Essas pinturas em rolos ainda são feitas hoje no Rajastão e pelos patuas em Bengala.

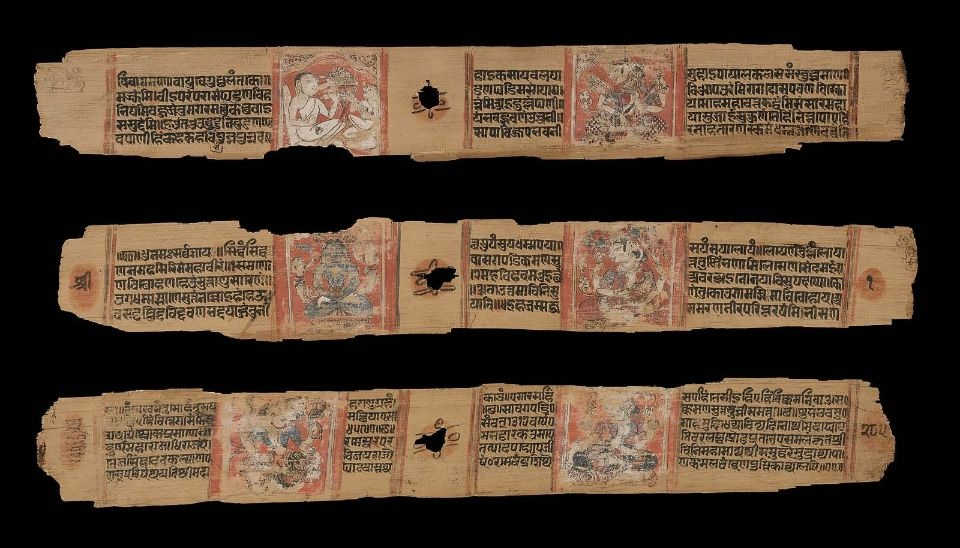
Manuscrito em folha de palmeira de paisagem estreita de um texto jainista com miniaturas. Mewar, datado de 1260

Manuscritos iluminados podem já ter existido no antigo período indiano; No entanto, devido ao clima úmido, não há evidências anteriores ao século XI. No século XIX, quase nada dos manuscritos em casca de bétula e folhas de palmeira que eram comuns na época sobreviveu. Os jainistas do oeste também foram capazes de produzir manuscritos com ilustrações e até mesmo construir templos sob domínio muçulmano em Guzerate e no Rajastão, razão pela qual o manuscrito jainista iluminado mais antigo, datado de 1060, foi preservado em Jaisalmer, no oeste do Rajastão.
Após o início do período clássico, o estilo de pintura no século XI tornou-se mais estático, linear e estereotipado. No oeste da Índia, a arte da pintura foi desenvolvida a partir do século XII até o final do século XV, principalmente na forma de numerosos manuscritos jainistas nas bibliotecas dos templos do Guzerate e Rajastão. No século XII, um estilo especial de manuscritos iluminados em folhas de palmeira foi lá introduzido. Seu formato longo e estreito tornou-se popular com a difusão do papel importado da Ásia Central no final do século XIII ou do início do século XIV, ligeiramente mais largo. O papel já estava em uso na Índia em meados do século XII, como mostra a descoberta de um cólofon que pertence a um manuscrito em papel deste período da obra poética Dhvanyaloka de Anandavardhana (século IX).
O estilo continuou rígido; a criatividade artística raramente é evidente e não era exigida. Os clientes eram jainistas ricos que esperavam obter mérito religioso doando manuscritos caros aos templos. O significado religioso destas doações manuscritas está relacionado com a veneração dos textos sagrados, o "culto aos livros do conhecimento" (jnanapuja), praticado pelos jainistas até hoje. A partir do século X até o presente, os governantes locais no Guzerate e Rajastão também fundaram templos jainistas e receberam professores sagrados jainistas itinerantes (acharya). O fato de as pinturas não terem sido criadas para fins de representação artística, mas serem apenas acessórios decorativos de preciosas cópias de textos religiosos, explica o seu carácter convencional. Havia representações padronizadas para elementos cênicos individuais, como florestas, rios ou casas, e figuras de pessoas e deuses eram mostradas com a mesma rigidez em uma visão de três quartos ou, mais raramente, frontalmente. Fortes contrastes foram criados com cores brilhantes e o valor do material foi aumentado com folhas de ouro generosamente aplicadas. Um texto particularmente copiado e magnificamente desenhado foi a escritura sagrada canônica Kalpasutra, uma biografia detalhada do histórico fundador jainista Mahavira, atribuída a Acharya Bhadrabahu no século IV ou III a.C. Dos séculos XIII e XIV, nenhum palácio sobreviveu no Rajastão e, portanto, nenhuma pintura mural restou. O apogeu dos manuscritos ilustrados do Kalpasutra foi no século XV.

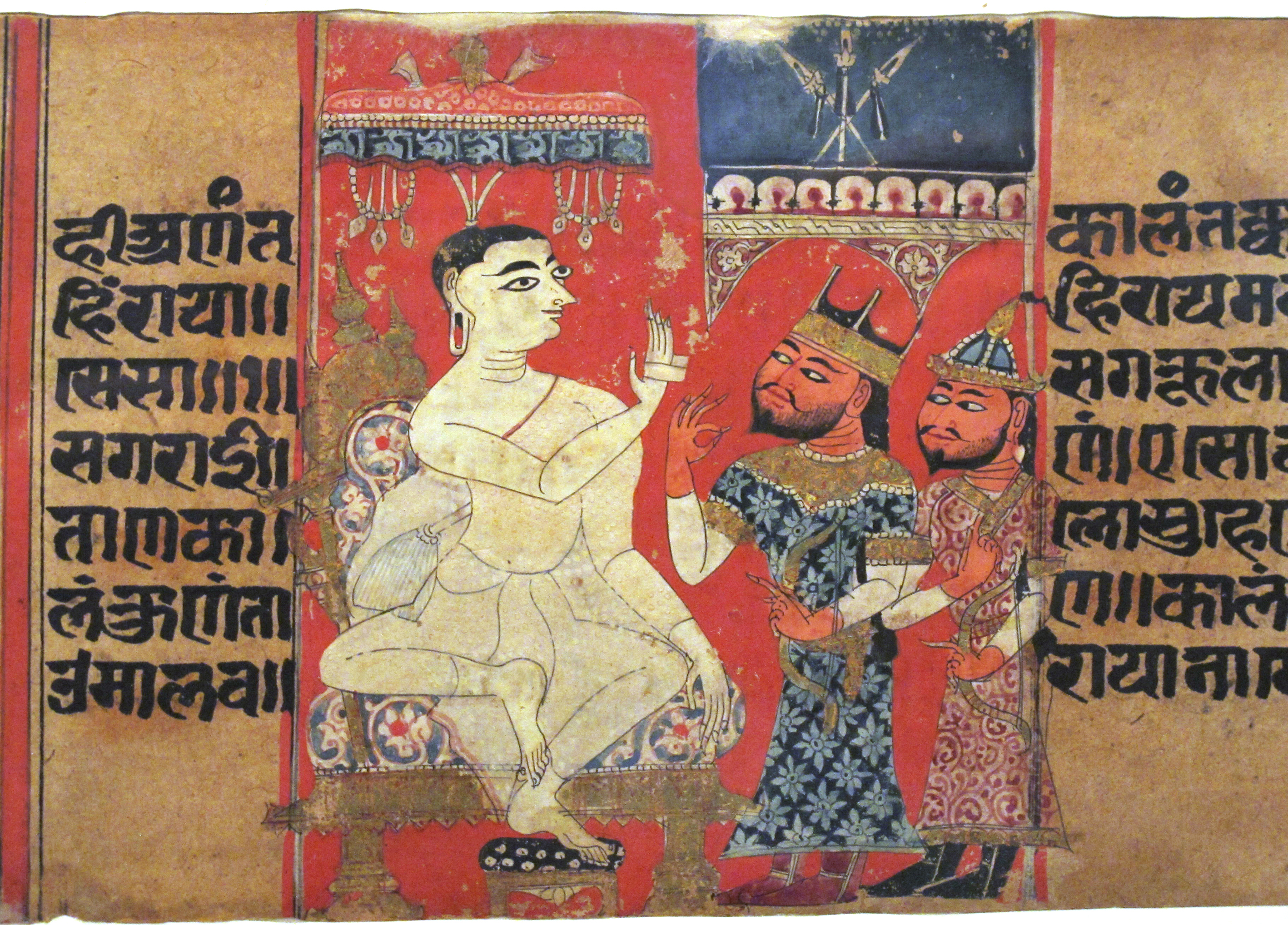
Manuscrito jaina do Kalpasutra por volta de 1375. É retratada a lenda do santo jaina Kalakacharya, que viveu no século I em Ujjain, derrotou o rei Gardabhilla e depois o perdoou.

O mais antigo manuscrito iluminado em folha de palmeira da região de Mewar data de 1260 e contém seis miniaturas de um texto de ensino jainista. Uma ou duas figuras podem ser vistas sobre um fundo liso vermelho, emolduradas por um nicho estilizado e em estilo simples e linear. Um manuscrito do Templo de Dilwara de 1422/23 mostra uma pintura um pouco mais sofisticada artisticamente em termos de desenho e seleção de cores.
É feita uma distinção entre esta tradição de pintura ocidental e a escola oriental (pintura Pala), que foi cultivada ao mesmo tempo pelos budistas em Bengala e Bihar Oriental e que preservou melhor a pintura clássica indiana antiga. As imagens nos manuscritos em folha de palmeira representam Budas e Bodisatvas de acordo com o cânone do Maaiana e são intercaladas com comprimentos laterais de apenas alguns centímetros entre os textos dispostos longitudinalmente no material de escrita. A única coisa que oferecia uma superfície de pintura maior eram as tampas de madeira ocasionalmente pintadas, entre as quais eram colocadas as folhas de palmeira. Em contraste com a pintura jainista sobrevivente no Ocidente, o estilo de pintura oriental declinou no século XIII com a expansão do muçulmano Sultanato de Déli e o desaparecimento do budismo. O estilo elegante e dinâmico dos manuscritos da Índia Oriental sobreviveu posteriormente no Nepal, Tibete e Mianmar, onde algumas pinturas murais comparáveis foram preservadas na então capital Bagã.
A pintura em miniatura experimentou um renascimento no norte da Índia com a introdução do estilo rajapute nos séculos XV e XVI, que rompeu com a tradição indiana ocidental de ilustrações manuscritas jainistas e estava relacionada à popular piedade hindu bhakti e às atividades culturais nas cortes dos governantes hindus independentes. Além disso, a partir do século XVI, com o início do domínio mogol, outra área temática também foi mais ilustrada com material secular, incluindo "As Cinquenta Estâncias de Amor Secreto do Pândita BIlhana" (Caurapañcāśikā, transliteração simplificada Chaurapanchasika), um poema de amor do poeta do século XI Bilhana. Uma cópia deste poema é um dos manuscritos iluminados mais conhecidos do século XVI. Uma virada estilística é marcada por uma miniatura de inspiração musical datada de 1550 a 1580, que mostra no canto inferior esquerdo metade de uma jovem (personificando Ragini Bhairavi e chamada Nada-Bhairavi de acordo com a inscrição) que, com címbalos nas mãos, canta hinos a Xiva, e o canto inferior direito como lingam é simbolizado em um santuário. O santuário fica no lago sagrado Sarovara, como explica o texto e ilustram as flores de lótus na parte inferior da imagem. Esta representação faz parte de uma série de ilustrações do poema de amor sânscrito Chaurapanchasika.
Sob Aquebar (r. 1556–1605), a pintura em estilo mogol nas tradições persas atingiu seu auge. Como os artistas da corte eram em sua maioria hindus, eles garantiram uma indianização gradual do estilo mogol. O “rajapute” dos estados principescos distingue-se como estilo “mogol” dos governantes mogóis. Os pequenos estados governados por príncipes davam o nome ao estilo de pintura (kalam) que predominava em seu território. Por exemplo, o estilo de pintura em miniatura de Bundi no Rajastão é referido na literatura histórica da arte como Bundikalam; a partir de então, os príncipes apoiavam escolas de pintura em vários lugares, cujo trabalho pode ser estilisticamente distinguido dentro de um kalam, razão pela qual quando este nível estilisticamente inferior é conhecido, a localização de uma escola de pintura ou guilda de pintores é indicada (por exemplo, Kota como um estilo subordinado a Bundikalam). Certas características estilísticas não pertencem necessariamente a uma escola de pintura, mas podem ser características de diferentes lugares ao longo do tempo. Com o declínio dos estados feudais durante o domínio colonial britânico no século XIX, a pintura tradicional ragamala também chegou ao fim.

## Música e pintura

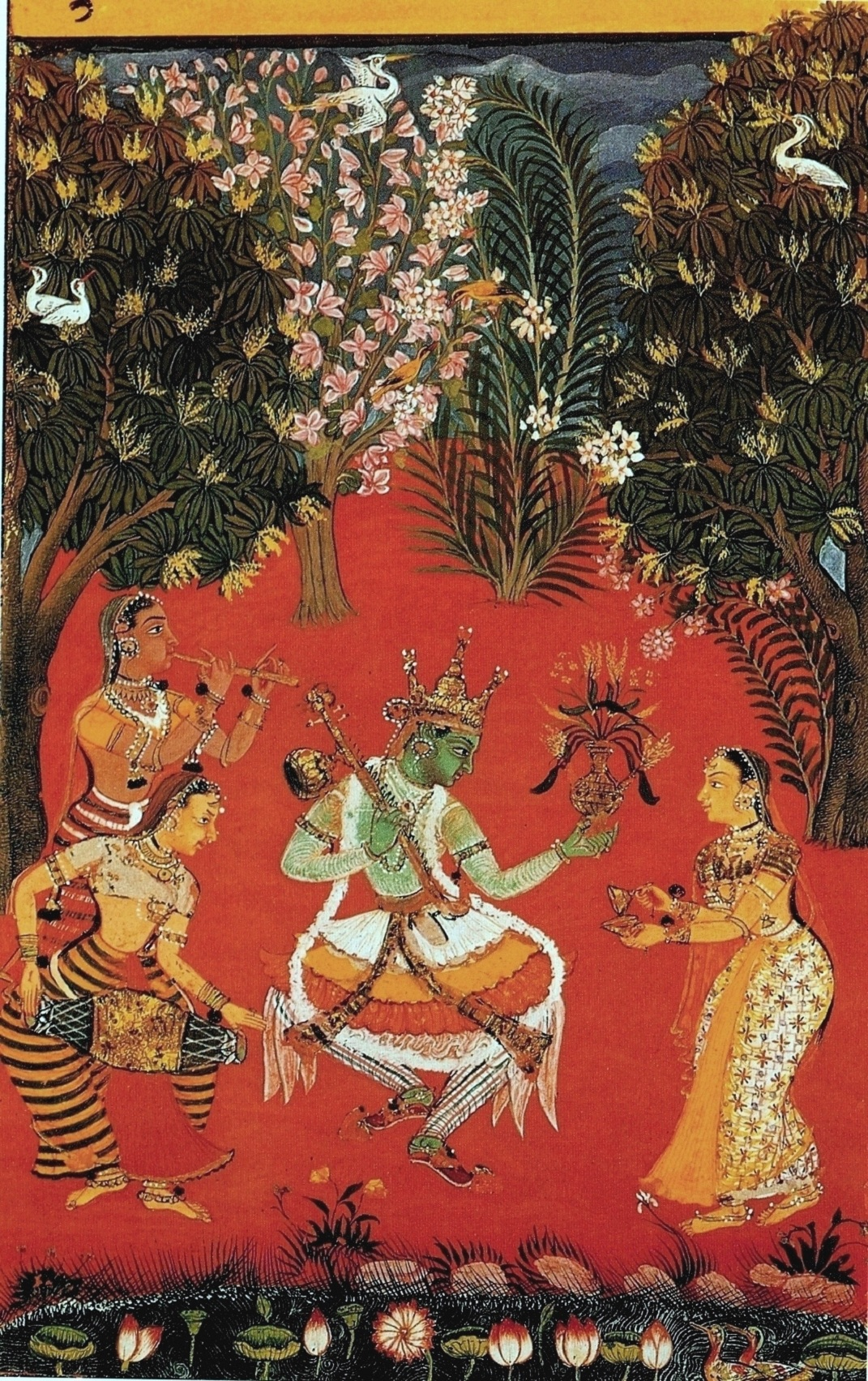
Raga Vasanta. Miniatura da Escola Bundi, primeira metade do século XVII. Críxena tocando cítara (vina) faz música com gopis tocando flauta (venu), tambor (pakhawaj) e címbalos (tala).

### Ragas e religião
A relação teórica entre música e pintura é a ideia que já era comum entre os estudiosos da música indiana séculos antes das ilustrações de ragamala, segundo a qual a "forma sonora" invisível (nadamaya-rupa) das melodias tem um arquétipo tangível, uma "forma divina" (devatamayarupa) oculta atrás dela deve ser distinguida; assim como na cosmovisão indiana existe um elemento divino subjacente a todas as coisas. Na obra de teoria musical Brihaddeshi, dos séculos VI a VIII, presumivelmente escrito por Matanga Muni, os sete tons (svara) de um raga são tratados como seres independentes. A cada tom é atribuída uma cor, uma expressão emocional, uma árvore genealógica e uma divindade guardiã. Autores posteriores como Nanyadeva (1197–1233) em Bharata Bhashya e Sarngadeva em sua importante obra Sangitaratnakara (século XIII) expandiram essa visão.
O termo raga é mencionado pela primeira vez em seu contexto musical no Brihaddeshi. A divisão dos ragas de acordo com seu gênero masculino (purusha) ou feminino (stri) está contida no Sangitamakaranda de um certo Narada (século XI, também em outras datações). Os ragas são classificados em seis famílias com um chefe de família masculino e seis ragas subordinadas femininas. No entanto, este sistema ainda não chegara à pintura. Narada introduziu o termo ragini para uma raga feminina em sua obra Panchama Sara Samhita. Até hoje, uma família raga geralmente inclui cinco ou, raramente, seis raguinis. O número de seis ragas remonta no mito a Mahadeva, o "grande deus" Xiva e sua esposa Parvati. Xiva, que representa as quatro regiões do mundo e o céu com suas cinco cabeças, criou um dos ragas principais com cada uma de suas cabeças e Parvati contribuiu com o sexto raga. As raguinis deram à luz o deus criador Brama.
Nas ilustrações dos manuscritos do Kalpasutra, palavras como svara, shruti e outros termos da teoria musical são descritas como divindades. Isso marca o início de um desenvolvimento na literatura jainista para atribuir manifestações humanas e atributos correspondentes aos esvaras e ragas. Possivelmente por motivos de culto religioso, aos deuses foi atribuída uma natureza dupla: como fenômenos de som (nadamaya) e de divindade (devatamaya). Consequentemente, muitos ragas receberam nomes de deuses masculinos e femininos e alguns músicos sentem a poderosa presença de um raga como um ser de outro mundo se tocarem esse raga corretamente.
O tratado sobre música e dança Sangita Upanishad Sarodhara, escrito no Guzerate por volta de 1350 pelo estudioso jainista Vachanacharya Sudhakalasa, contém a descrição mais antiga dos seres físicos pertencentes aos conceitos de svara e raga, que são imaginados como deuses a serem adorados. A representação pictórica dos ragas por Sudhakalasa parece ter tido uma influência considerável nos círculos amantes da música, pois dentro de um século representações poéticas e pictóricas de ragas se espalharam pelo norte da Índia. O Sangita Upanishad Sarodhara descreve o raga Vasanta, um raga de primavera que é frequentemente representado com Críxena no círculo feliz das gopis:

"Ele está dotado de seis faces e dez braços; o brilhante Raga Vasanta. Ele segura em seus braços o tala (címbalo), o shankha (concha (instrumento)), khatvanga (bastão), phala (fruto), chakra (disco) e padma (as flores de lótus), enquanto segura vina com duas mãos, e outras duas estão erguidas em mudras (gestos de mão) varada e abhaya. Ele monta um kokila (coel asiático) e é visto nos meses de chaitra e vaishaka (na primavera de acordo com o calendário indiano)."
Tais caracterizações foram subjacentes em textos poéticos posteriores com humores emocionais especificamente humanos (bhava) e revestidas de versos românticos na poesia cortês sânscrita (kavya), um desenvolvimento também evidente nas ilustrações de ragamala. O tratado Sangitaraja, escrito por Maharana Kumbha de Mewar em 1456, contém uma caracterização comparável, porém mais detalhada, dos ragas ao Sangita Upanishad Sarodhara. A obra cobre mais de 200 páginas de escala de tons, altura, estrutura da melodia e descrição pictórica de cada raga.
O conceito religioso de raga divinizada, introduzido por Sudhakalasa no século XVI, foi utilizado a partir do século XVI nas cortes dos mogóis e rajaputes, modificado para combinar os ragas com histórias mitológicas. Ragas passaram a ser atribuídos às caracterizações dos heróis míticos (nayaka) e heroínas (nayika), e na poesia sânscrita a eles dedicada (raga-dhyana) aparecem como pessoas ou cenas típicas. Estas incluem, entre outras obras, a Sangitadamodara, escrita em bengali provavelmente no final do século XVI por Shubhankara, e o Ragamala, datado do mesmo período, por Pundarika Vitthala, um autor que se mudou do sul da Índia para o norte.
A implementação pictórica dos ragamalas provavelmente remonta a alguns príncipes do Rajastão, incluindo Kumbhakarna (também Rana Kumbha, governou de 1433 a 1468) de Mewar e Man Singh Tomar (governou de 1486 a 1516) de Gwalior. Ambos os governantes reuniram músicos e estudiosos de música ao seu redor, eles próprios eram músicos e tratavam da música teoricamente. Além disso, a poesia místico-religiosa moldou o mundo do pensamento desta época. A mística Mirabai (1498–1546) contribuiu para isso com suas canções de amor e lamento, assim como o poeta da corte e brâmane Vidyapati (por volta de 1380–1460) com canções de amor e canções devocionais, e o místico bengali e adorador de Krishna Chaitania (1486–1533).
As mais antigas ilustrações de ragamala sobreviventes estão contidas em um manuscrito em folha de palmeira do Kalpasutra, que, segundo estudos estilísticos, é datado de cerca de 1475 e cujo paradeiro é hoje considerado desconhecido. Uma das folhas foi exibida pela primeira vez numa exposição de arte indiana em Londres em 1947/48 e publicada no catálogo que a acompanha em 1948. Todo o manuscrito jaina do Guzerate foi publicado pela primeira vez por Sarabhai Manilal Nawab em 1956. No total, este manuscrito contém 42 pequenas imagens como decoração nas margens, que representam deuses masculinos e femininos ou outros seres celestiais, e que não estão relacionadas com o conteúdo do texto. O número 42 resulta do sistema de seis ragas masculinos com seis ragas femininos cada. A referência à música também não é reconhecível, mas é estabelecida através de inscrições que identificam as figuras como personificações de ragas. As pequenas representações de ragamala pretendiam ser elementos decorativos, que frequentemente aparecem nesta forma em manuscritos jainistas canônicos. Até então, um ragamala de Guzerate, cuja ilustração do Raga Dhyansi foi publicada no mesmo catálogo por Sarabhai Manilal Nawab, era considerada a série de raga mais antiga. Em uma folha de 10,8×23,5 centímetros do início do século XVI, uma jovem à espera do amado é retratada em cores opacas, bem como um quarto à esquerda e um elefante de pequeno porte à direita.

### Sistemática dos ragas

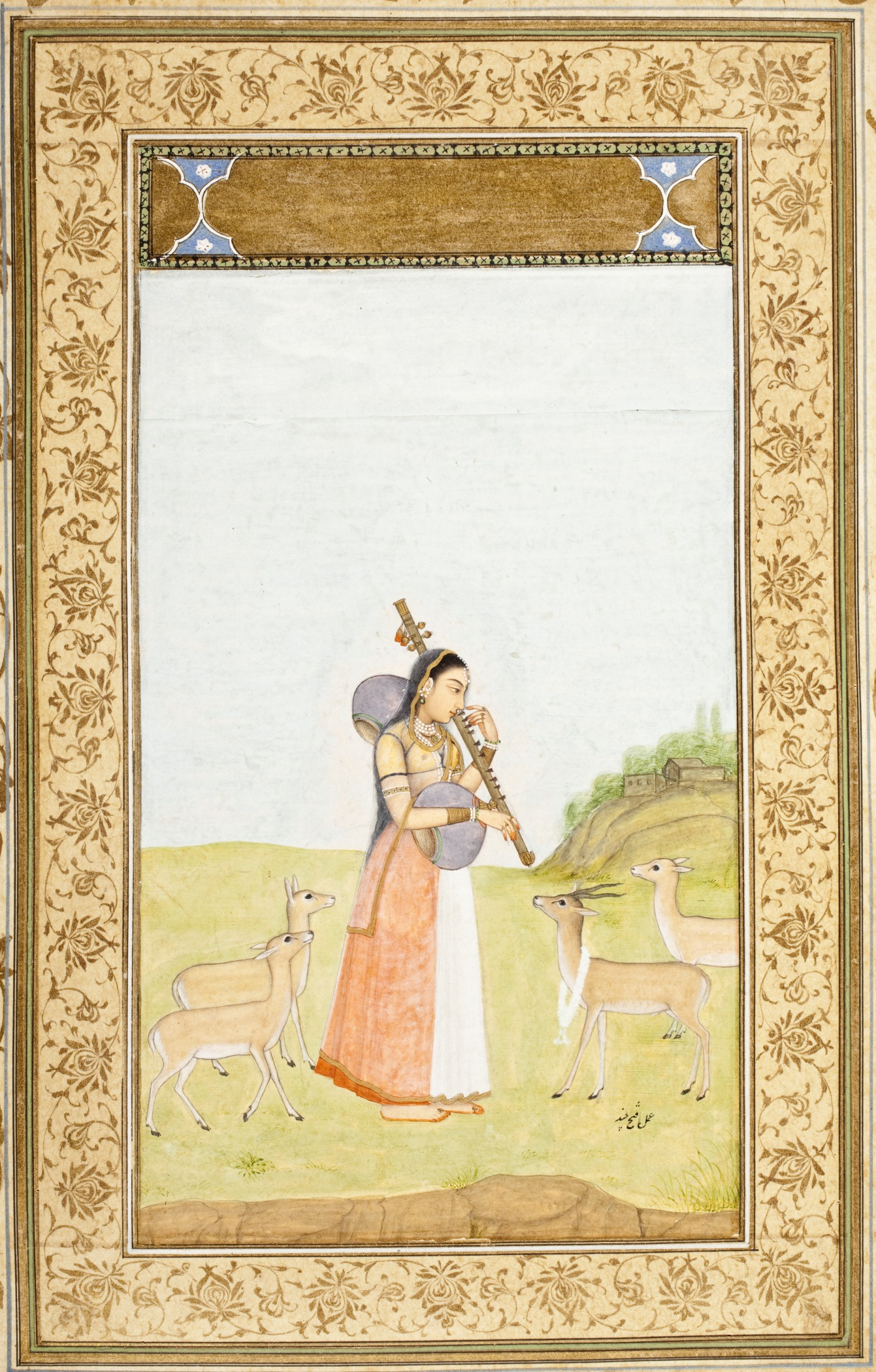
Ragini Todi, segunda esposa do raga Hindola. No Sistema dos Pintores nº 15. Geralmente retratada como uma jovem com saudades de seu amante, aqui tocando a cítara vina. As gazelas simbolizam o cenário natural e reforçam a sua solidão. Pintor: Fath Chand, Avade, por volta de 1750–60.

As legendas e a disposição das imagens resultam numa implementação pictórica das 6 estruturas melódicas principais (raga), cada uma com 5 ou 6 tipos melódicos subordinados (bhasa). O sistema de 6 ragas menores está contido no importante tratado de música indiana ocidental Sangitopanisat-Saroddharah, do estudioso jainista Vacanacarya Sri Sudakalasa, concluído em 1350. Os ragas (masculinos) aparecem nas ilustrações do Kalpasutra como deuses com suas respectivas características físicas e atributos incluindo sua montaria (vahana). Dois versos tratam do Raga Bhairava, que é especificamente atribuído a Bhairava, uma manifestação selvagem do deus Xiva. Diz que ele tem uma cabeça, oito braços, pele branca, está vestido de pele e monta um touro (Nandi). Os atributos estão listados, incluindo o tridente (trishula), guirlanda de caveira, cítara de vara (vina), cobra e lótus, como também pode ser visto na foto. O Raga Pancama (nomeado em homenagem à quinta nota, svara, da escala musical indiana) aparece como uma figura de pele escura com cinco cabeças e dez braços, cuja montaria é um pequeno elefante mostrado no canto inferior direito. Os tipos de melodia secundária (bhasa) são incorporados como jovens belas mulheres. As figuras femininas aqui referidas como bhasa (sânscrito, “língua local”) e o nome próprio seguinte são chamadas de ragini em escritos posteriores.
Para acomodar mais melodias de raga, as famílias compostas por ragas masculinos e femininos tiveram que ser ampliadas. Sarngadeva referiu-se aos “filhos” recém-adicionados como ragas “neutros”. Desde então, famílias de raga foram formadas em trabalhos de teoria musical que consistem em "homens" (raga), "mulheres" (ragini) e "descendentes" (apatya) – isto é, "filhos" (putra) ou "filhas" (putri). Uma família bastante extensa de ragas, que nos chegou como textos e miniaturas do sopé ocidental do Himalaia, inclui pelo menos 6 chefes de família (raga) com 5 esposas (ragini) cada, resultando em 36 ragas. Nesse caso, se a família também tiver oito filhos, o número total de tipos de melodia aumenta para 84. Então o ragamala pintado consiste em 84 imagens.
Uma ilustração de ragamala é geralmente composta por 36 ou 42 pinturas, mais raramente 84 ou 115 imagens individuais. Os ragamalas com 42 imagens são compostos por 6 ragas e 36 raguinis, ou seja, o "chefe de família masculino" possui 6 "esposas". Musicalmente, os ragas (masculinos) diferem das raguinis heptatônicas (femininos) em sua sequência de tons pentatônicos ascendentes e descendentes. Ragas femininos e masculinos são tratados igualmente na música. Através da polaridade masculino-feminino, a metáfora da família cria uma hierarquia na qual os ragas "masculinos" são classificados acima dos "femininos". Independentemente do número de membros das famílias, uma série é sempre estruturada simetricamente com famílias do mesmo tamanho.
Existem sistemas regionalmente diferentes para organizar certos ragas em uma família ragamala. O sistema mais extenso leva o nome de um certo Mesakarna (também Kshemakarna), que viveu no século XVI. Século Brâmane na corte de Rewa. De acordo com seu Ragamala de 1570, Mesakarna introduz a rubrica putra ("filho"). Neste Sistema de Mesakarna ele reúne 6 ragas com 5 raguinis e 8 putras cada. Este ragamala de 84 ragas pode ser expandido para incluir filhas e esposas de filhos. Mesakarna personifica cada raga como um personagem divino ou aristocrático. Ele também associa cada raga a uma voz de animal ou a um som produzido pelo homem. O sistema Mesakarna é encontrado em poucos ragamalas no Rajastão, Decão e Bundelcanda. De forma modificada, é típico dos ragamalas da escola Pahari, no sopé ocidental do Himalaia.
Cerca de metade dos 4.000 ragamalas examinados por Klaus Ebeling (1973) pertencem a um arranjo que Ebeling chama de Painters System ("Sistema dos Pintores") e A.L. Dallapiccola (1975) chama de "arranjo típico". Falta um nome indiano porque este sistema não pode ser rastreado até nenhuma fonte literária. No Painters System, aos seis ragas Bhairava, Malkos, Hindol, Dipak, Megha e Sri são atribuídos cada um cinco raguinis, resultando em 36 imagens.
Outro sistema em numerosos ragamalas leva o nome do antigo autor indiano Hanuman, que se diz ter sido um comentarista do Natyashastra, conforme explica Avohala, que compilou um tratado de música no século XVII. Seu Sistema de Hanuman também inclui seis ragas, cada um com cinco raguinis. Os ragas masculinos estão dispostos de forma diferente, mas correspondem aos do Sistema dos Pintores, e 23 ou 24 dos raguinis são iguais em ambos os sistemas. Além disso, vários ragamalas são estruturados de acordo com outros sistemas ou não podem mais ser atribuídos claramente devido à falta de inscrições.
A forma como os ragas devem ser implementados visualmente é antecipada pelos versos em sânscrito, que provavelmente existiam muito antes dos ragamalas, com a descrição figurativa dos ragas raga-dhyana (sânscrito dhyana, "contemplação, meditação"). O sistema raga-dhyana pode remontar ao Brihaddeshi de Matanga Muni (séculos VI-VIII) e foi desenvolvido posteriormente no tantrismo filosófico. No século XVI, esses versos em sânscrito foram usados para atribuir o sistema de famílias raga às ilustrações dos ragas. O título, a ilustração do raga e o verso-dhyana inicialmente não estavam exatamente alinhados. A ilustração de uma raguini não precisava necessariamente mostrar uma mulher e muitas vezes representava uma divindade masculina. Os autores dos dhyanas mais antigos são desconhecidos. O primeiro autor ou compilador nomeado da coleção de versos na qual se baseia a maioria dos ragamalas de 84 imagens foi chamado Kshemakama. A sua obra, concluída em 1570, contém 86 estrofes, das quais apenas 84 estão traduzidas em imagens, de modo que o número total corresponde às 6 famílias de raga, cada uma com 5 esposas e 8 filhos.
Kshemakama descreve a associação de ragas individuais com os sons de certos animais e com os sons da natureza. O raga Bhairava, que é tocado antes do nascer do sol e em ritmo lento, corresponde ao zumbido de uma abelha e diz-se que o raga da meia-noite Malkaun é cantado por uma cabra. No entanto, as ilustrações adotam apenas parcialmente tais comparações e muitas vezes seguem outras tradições pictóricas anteriores. Por exemplo, outro texto desconhecido é a base do chamado Berlin-Bundi-Ragamala de cerca de 1670-1680, cujo nome se refere ao Museu de Arte Asiática de Berlim, onde são guardadas quatro folhas deste importante ragamala.

## Escolas de pintura e estilos regionais
O local de fabricação geralmente não é indicado nos textos que acompanham as miniaturas, portanto deve ser determinado por meio de características estilísticas. Como os manuscritos poderiam ter sido transportados para outros lugares com o dote de uma mulher, uma comparação de estilo com as pinturas murais locais é particularmente importante. Para o demorado projeto das salas do palácio, não eram contratados pintores viajantes, mas sim artistas empregados na corte que também produziram pinturas em miniatura. As pinturas murais também podem ser usadas para limitar a área geral de um estilo de pintura, que não estava necessariamente relacionado a fronteiras políticas.
O primeiro estudo monográfico abrangente sobre ragamalas foi Rāgas & Rāginīs de O. C. Gangooly, uma obra inicialmente publicada em dois volumes com uma edição de 36 exemplares em Calcutá. Uma nova edição maior sem o livro ilustrado foi publicada em Bombaim em 1948. As obras fundamentais subsequentes são Klaus Ebeling, Ragamala Painting (1973), e Ernst e Rose Leonore Waldschmidt, Miniatures of musical inspiration in the collection of the Berlin Museum of Indian Art (1975).

### Escola Primitiva de Guzerate
No manuscrito ragamala mais antigo de 1475, do Guzerate, no estilo jainista tradicional, as figuras parecem rígidas e estereotipadas, mas têm um rosto grande e detalhado que é sempre mostrado de perfil, mas com um segundo olho visível. As formas do corpo revelam os antigos ideais de beleza indianos: homens com ombros largos e cintura estreita e mulheres com seios redondos, cintura estreita e quadris curvados. Cada figura fica individualmente no centro da imagem com uma paisagem implícita ou, no caso dos deuses, sua montaria (vahana) em primeiro plano. O magnífico design geral inclui trajes detalhados para os personagens e escrita dourada emoldurada por gavinhas ou padrões de flores em um fundo vermelho.
Ao longo do próximo século, este estilo torna-se mais simples e muda fundamentalmente. A transição estilística é ilustrada por um manuscrito de Guzerate datado de 1575 a 1590, do qual apenas 9 imagens das 36 ou 42 originais sobreviveram. As imagens estão no formato 23,5×10,3 centímetros possuem uma moldura amarela com o nome do raga escrito no topo em guzerate antigo. Os rostos agora são mostrados de perfil plano, com apenas um olho, nariz e queixo pontudos. Os detalhes e posturas das figuras não são muito pronunciados, mas aqui podemos ver o início de uma pintura cênica com a qual os ragas individuais são posteriormente caracterizados.
Do mesmo período (por volta de 1575) surge outro manuscrito, presumivelmente criado em Guzerate, com uma série completa de ragamala composta por 36 imagens. As folhas de paisagem medem 19,3×24 centímetros. Os versos descritivos correspondentes (dhyana) são anotados em cada folha. Os desenhos das figuras são um pouco mais complexos e, segundo Anna Libera Dahmen-Dallapiccola (1975), representam um primeiro passo em direção às miniaturas mais sofisticadas do Rajastão de meados do século XVI.

### Classificação
Como os nomes dos pintores ou de suas escolas de pintura raramente são conhecidos, as pinturas clássicas em miniatura de ragamala recebem em parte nomes de regiões (antigos principados) e em parte de cidades nas quais as pinturas provavelmente foram criadas. A estrutura aproximada é dividida em três regiões principais:
1. Os estilos regionais (kalam) dos principados do Rajastão, principalmente Mewar (com capital Udaipur), Bundi, Kota, Marwar (com capital Jodhpur), Amber, Bikaner e Kishangarh. Estilisticamente semelhantes são as escolas de Malwa (no oeste de Madia Pradexe) e Bundelkhand mais a leste.
2. Mais ao norte, no extremo oeste do Himalaia, na segunda metade do século XVII, surgiram várias escolas, nomeadamente: Basohli, Jammu, Guler, Kangra, Kullu, Chamba e Tehri-Garhwal. As miniaturas desta região montanhosa são chamadas coletivamente de pintura pahari (de pahār, "colina, montanha").
3. Estilos regionais do Decão no centro-sul da Índia nas cidades de Amadanagar, Bijapur, Golconda e Haiderabade (no estado principesco de mesmo nome).

### Estilo provincial mogol

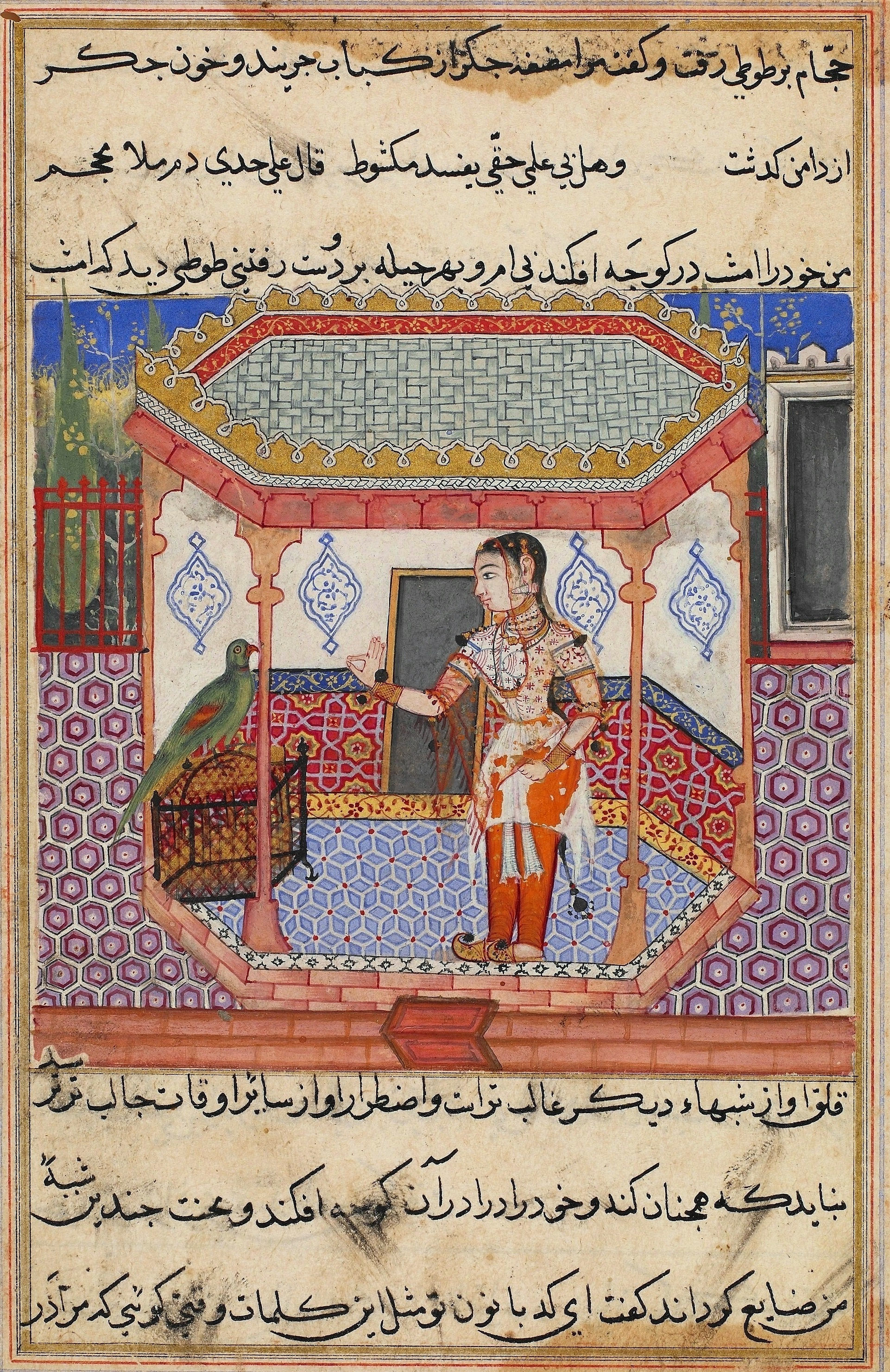
Miniatura indiana mogol de um manuscrito persa Tutinama. O papagaio conta à Dama Khojasta a 45ª de 52 histórias. Criado sob Aquebar em 1565–1570. Galeria de Arte Freer, Washington.

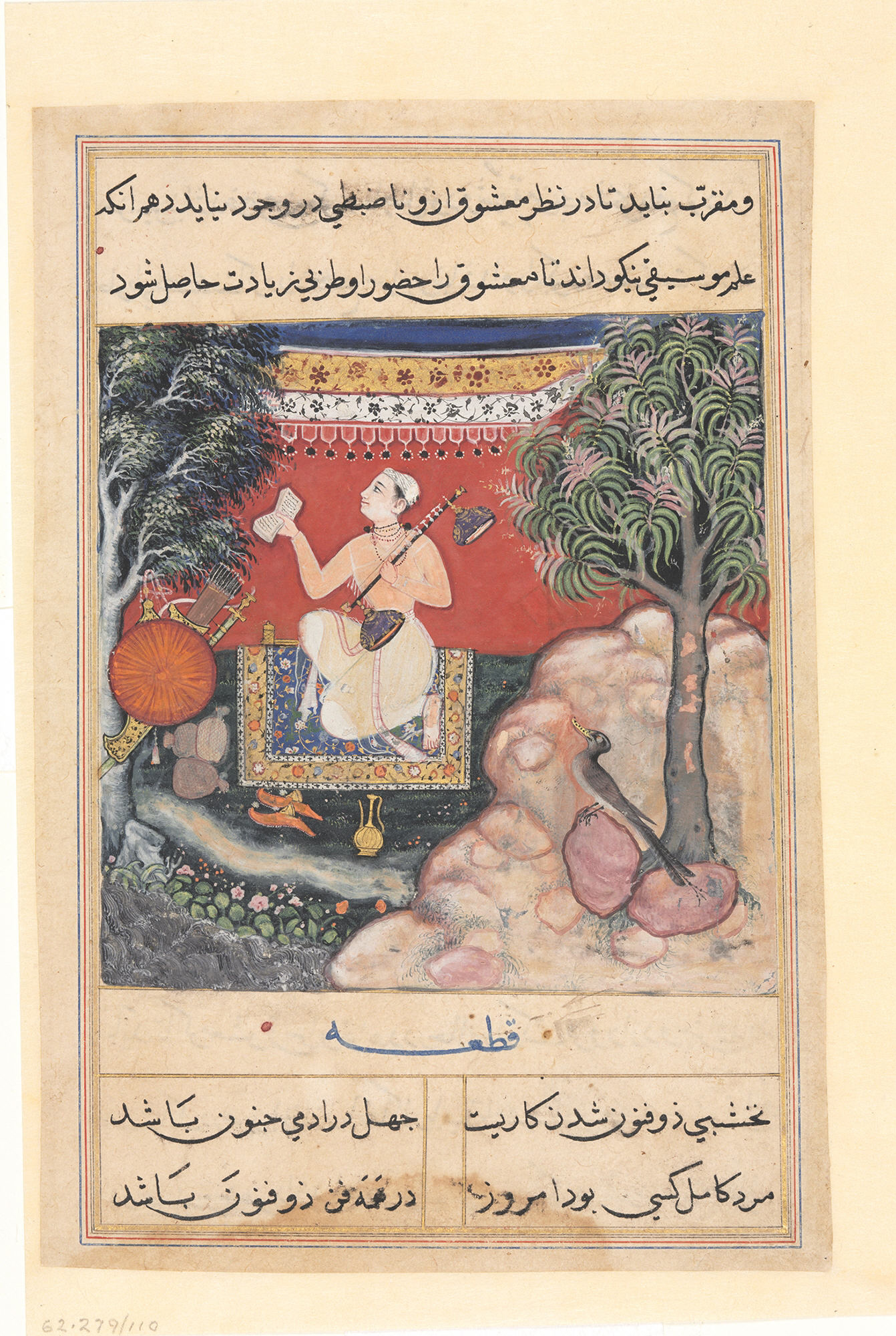
Miniatura indiana mogol de um manuscrito Tutinama intitulado “A Origem da Música”. Pintor: Basawan (fl. 1556–1600), criado em 1565–1570. O pássaro canta as sete notas da escala para o tocador de vina. Museu Metropolitano de Arte

As escolas regionais do Rajastão foram estabelecidas no primeiro quartel do século XVII, influenciadas por uma versão popular e simplificada da pintura nas escolas da corte dos imperadores mogol ou, inversamente, as tradições da pintura do Rajastão encontraram seu caminho na pintura popular mogol. A questão da influência mútua é discutida de forma controversa. O estilo mogol provincial, que trata de temas indianos, pode inicialmente ser distinguido da pintura mogol da corte por uma escrita indiana como o devanágari em vez da escrita persa. Os clientes não eram muçulmanos, mas hindus ou jainistas.
Entre as pinturas mogóis da corte, um manuscrito iluminado de Tutinama, que foi criado entre 1565 e 1570 em nome de Aquebar (r. 1556 e 1605), foi formativo para as primeiras representações ragamala. O Tutinama (“Contos de um Papagaio”) é uma coleção persa de histórias morais escritas por volta de 1330, com as quais um papagaio entretém e instrui sua dona, a jovem Khojasta. A obra do poeta Nachschabi († 1350) é baseada no antigo livro de papagaios (Shukasaptati) do século XII, mas histórias de animais moralmente divertidas têm uma tradição muito mais antiga na Índia. Além da avaliação estilística, as miniaturas fornecem uma visão sobre o estilo de vida, as roupas e as joias da era mogol. Uma folha de um manuscrito mogol indiano Tutinama de 1565-1570 é intitulada “A Origem da Música” e trata da lenda persa do pássaro mítico Mausiqar, que trouxe os sete tons da música às pessoas. Nesta imagem, o pássaro sentado no canto inferior direito da árvore escuta a figura central do músico tocando uma cítara de vara (vina). A miniatura reúne as sensações musicais e estéticas (rasa) para estimular sentimentos de amor.
Quando comparadas com miniaturas datadas do mesmo período, semelhanças estilísticas podem ser vistas na representação de mulheres na Ragini Todi de um ragamala de Chunar (Utar Pradexe), datado de 1591, e num manuscrito mogol do Ramayana de 1589 –1598. Em ambas as miniaturas as mulheres aparecem de perfil com rostos redondos e posturas semelhantes. Seios em forma de balão em blusas laranja (choli) são típicos da pintura pré-mogol no Rajastão e aparecem em ambas as imagens, mas diferem nas marcas faciais. Na miniatura mogol, o rosto é mais suave com olhos menores, enquanto na figura do ragamala, olhos grandes com fortes contornos pretos referem-se a uma tradição regional indiana mais antiga que mais tarde não foi mais desejada nas pinturas mogóis da corte.
Em geral, o estilo provincial mogol é caracterizado por cores mais fortes e terrosas, desenhos mais fortes, menos variação na expressão facial e pigmentos mais grosseiros do que o estilo cortês. O manuscrito do Ramayana de 1589 a 1598, encomendado por Abdul Rahim Khan-e-Khanan (1557 a 1617), comandante e patrono das artes de Aquebar, é considerado a obra mais antiga do estilo provincial mogol. As 130 miniaturas incluídas foram executadas numa ampla gama de qualidade entre muito fina e descuidada.
Típicas deste estilo são as miniaturas datadas por volta de 1610–1615 (ou por volta de 1625) de um manuscrito do Rasikapriya escrito por Keshavdas. Keshavdas de Orchha (1555–1617) foi um estudioso e poeta brâmane, seu Rasikapriya marca o início de uma fase da poesia hindi chamada ritikal. O pintor da corte dessas miniaturas, Ustad Salivahana, trabalhou em Agra e no início do século XVII influenciou significativamente o estilo provincial mogol e a pintura em miniatura no Rajastão no final do século, especialmente em Bundi e Mewar. Salivahana também trabalhou para clientes não-muçulmanos fora da corte, por exemplo pintou um rolo de papel de três metros de comprimento entre o texto de um decreto (ferman) com miniaturas para clientes jainistas ricos em Agra, incluindo um retrato animado do imperador Jahangir. Características do seu estilo foram adotadas por alunos ou colegas no início do século XVII em miniaturas do estilo provincial mogol.

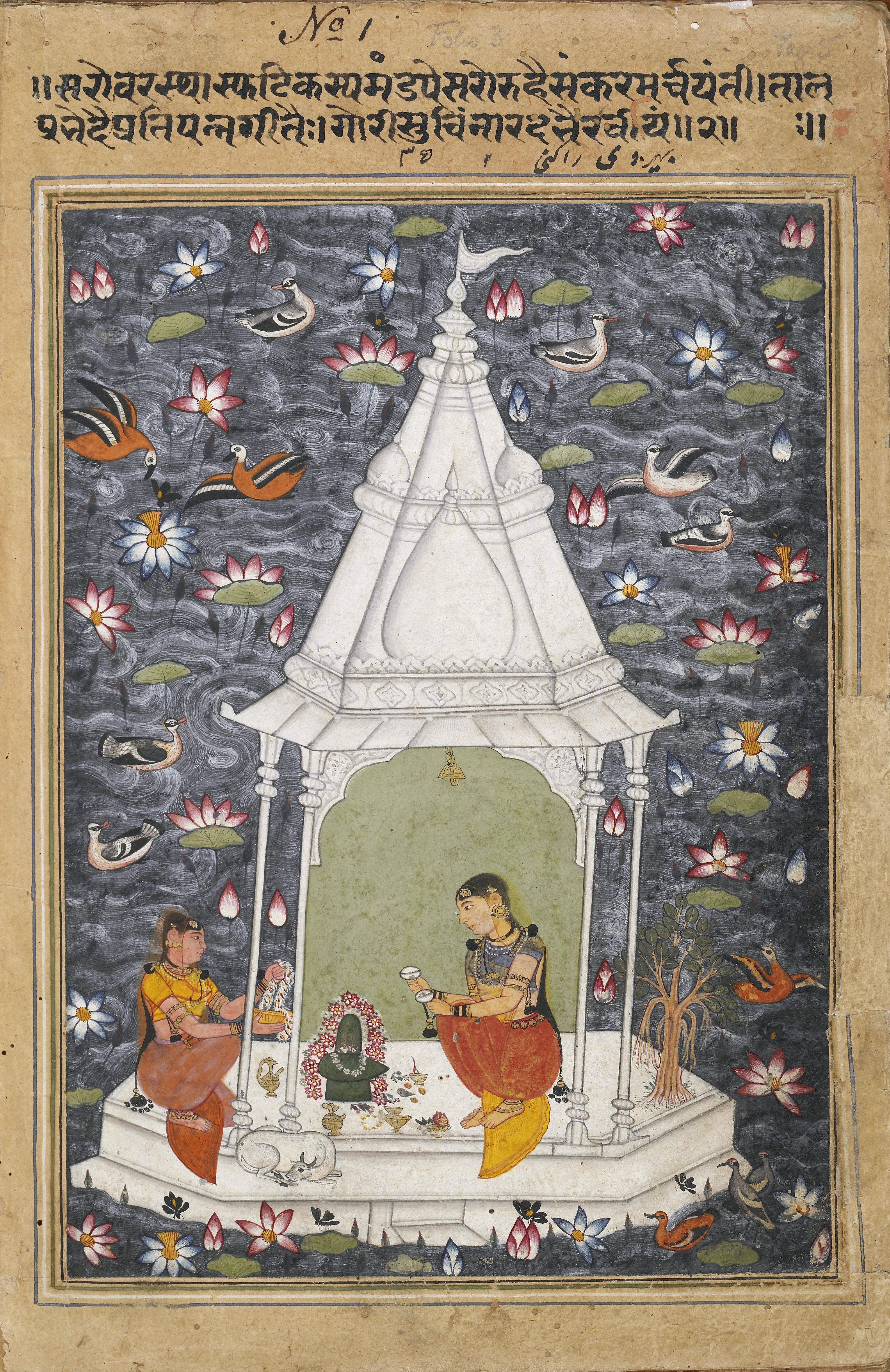
Ragini Bhairavi do Ragamala Manley, c. 1610. Uma mulher com címbalos nas mãos e seu companheiro adoram Xiva na forma de lingam com cantos e guirlandas de flores. O pavilhão é cercado por um lago com flores de lótus e aves aquáticas.

Datado de aproximadamente 1610, sobreviveu um ragamala quase completo no estilo provincial mogol com tradições do Rajastão. As 34 folhas do Sistema de Pintores de 36 folhas estão inscritas com versos em sânscrito e trazem o nome e o número do raga; apenas faltam os ragas Todi (nº 15) e Kanada (nº 22); Acima da escrita devanágari, o nome do raga e também da família de raga estão escritos em escrita persa. Em 1774, o oficial britânico William Watson adquiriu a coleção de folhas, conforme anotou no frontispício. Assim, um ou mais proprietários hindus, muçulmanos e cristãos deixaram sucessivamente notas nas folhas. As miniaturas são conhecidas como Ragamala Manley em homenagem ao seu último proprietário privado e estão agora no Museu Britânico.
Provavelmente no primeiro quartel do século XVII, o Ragamala Laud, feita no século XIX, leva o nome do arcebispo inglês William Laud (1573–1645), que a doou à Biblioteca Bodleian em Oxford em 1640, onde está localizada hoje. Isso faz do Laud Ragamala o primeiro manuscrito indiano a acabar em uma coleção ocidental. As 18 imagens sobreviventes têm um design simples e várias teorias foram propostas quanto ao seu local de origem, incluindo o Decão ou Amber no Rajastão. A atribuição ao estilo provincial mogol resulta na inscrição persa com o nome da raguini em cada folha. Seu formato gira em torno de 15×10 centímetros. As figuras têm proporções realistas, mas parecem rígidas e inexpressivas no rosto. Ragini Nata, geralmente classificada como nº 3, retrata uma cena de batalha com longas espadas entre um cavaleiro e um homem a pé tendo como pano de fundo pedras e uma árvore. Esta paisagem árida imita o estilo da corte mogol. Frequentemente vêem-se um terraço e uma varanda, cujo telhado com ameias é sustentado por colunas delgadas. Uma pesquisa estilística mais detalhada revelou que o Ragamala Laud foi provavelmente criado pelo pintor Fazl na oficina do nobre mogol Abdul Rahim na corte de Aquebar. Molly Emma Aitken (2013) descobriu modelos de desenho de Bikaner que mostram que alguns motivos foram adotados a partir daí no Ragamala Laud. Os modelos descobertos são desenhos em papel perfurados ao longo das linhas. O papel colocado na superfície da pintura é esfregado com pó colorido em um processo denominado khaka. A tinta penetra nos finos furos e reproduz o desenho da folha abaixo.
Um ragamala datado de 1731, do qual apenas algumas folhas foram publicadas, também é classificado como “mogol com influência rajapute”. A folha da Ragini Vairati mede até a borda interna da moldura azul escura 31,7×23,7 centímetros. A origem é dada apenas como “Noroeste da Índia”. A miniatura direciona o olhar desde um terraço do palácio com parapeito de mármore estruturado por segmentos de jali até uma floresta de árvores caducifólias. No terraço, um baldaquino é colocado sobre uma cama larga. Uma mulher sentada na cama se defende dos avanços de um homem virando a parte superior do corpo e o rosto para o lado. Nesta cena do primeiro casamento, dois servos ficam à esquerda atrás do homem, o de trás segura uma pena de pavão (morchhal) e o da frente carrega uma tigela de ouro nas mãos. O ragamala aparentemente era propriedade muçulmana porque as folhas eram encadernadas de acordo com a tradição persa. As inscrições são escritas em nagari e nastalique.

### Rajastão
Uma série de 36 ilustrações de ragamala é típica do Rajastão. Na maior parte, os motivos das escolas de pintura no Rajastão permaneceram inalterados ao longo dos séculos, apenas alguns motivos de ragas e raguinis de textos menos antigos foram frequentemente misturados;

#### Bundi
Bundi estava no centro da produção de ragamala no Rajastão. O ragamala provavelmente mais antigo de Bundi consiste em 10 folhas de uma série de 36 imagens, que, de acordo com o cólofon associado em escrita persa, é datada do ano 1590/91. Os cólofons com informações sobre a produção de um manuscrito geralmente ficam na última página, mas são muito raros nos ragamalas. Os nomes dos ragas e raguinis estão anotados no topo da página. Se a datação de 1590/91 estiver correta, então, de acordo com Klaus Ebeling (1973), este estilo entrou na pintura provincial mogol devido à estreita ligação política entre os príncipes bundis e os governantes mogóis. Alguns pesquisadores datam a obra por volta de 1625 com base em características estilísticas. Os motivos de imagens e ragas deste ragamala foram copiados de forma particularmente fiel durante os séculos XVII e XVII em comparação com outras escolas de pintura. Os pintores geralmente tratavam formas naturais como árvores, rochas, lagos e animais com mais liberdade do que as representações arquitetônicas mais convencionais.
Do período até o fim da tradição de ragamala bundi entre 1768 e 1775, pouco mais de 20 ragamalas sobreviveram em fragmentos. Entre os ragamalas habituais com 36 ragas, destacam-se duas sequências de imagens consideravelmente mais longas, que ilustram os filhos dos ragas, suas esposas e filhas até o número de 251 imagens no maior ragamala conhecido. Particularmente valioso para a classificação histórica da arte é o Berlin-Bundi Ragamala, que é o único ragamala de Bundi completamente numerado e é uma das mais belas pinturas do século XVII do Rajastão devido ao seu design cuidadoso e cores brilhantes. Iconograficamente, as pinturas seguem de perto o modelo de 1590/91. A larga borda vermelha, decorada com um padrão de folhas e gavinhas de flores prateadas, tem seu próprio valor estético. Existem 6 padrões de rolo diferentes e cada padrão ocorre em 6 ragas. Alguns padrões parecem ser influenciados pelas fachadas de mármore da Índia Mogol.
Das 36 folhas, o paradeiro de 8 é desconhecido e algumas das folhas espalhadas em museus ou coleções particulares ainda não foram publicadas. Uma folha chamada Ragini Gunakali mede 20,1×11,2 centímetros até a linha preta na borda vermelha, inclusive. Pode-se ver uma senhora sentada em um terraço, olhando para a direita e colhendo flores de arbustos que crescem em dois vasos à sua frente. Na mão direita, a senhora segura uma tigela dourada de óleo de rosa na qual colocou algumas flores. Na sala do palácio atrás dela há uma cama em frente a uma porta. No gramado em frente ao terraço, um pavão tenta pegar uma borboleta com o bico. Além da parede branca atrás do terraço, uma bananeira ergue-se no céu azul. Segundo a interpretação do quadro, a intenção do pintor era mostrar uma mulher separada do amado que quer atraí-lo com a ajuda das florescentes "árvores dos desejos". De acordo com o verso sânscrito subjacente, Gunakali é uma mulher delicada com pele escura e muitas boas qualidades, que tem vasos dourados com galhos de uma árvore que realiza desejos à sua frente.
O Chattar Mahal, um complexo de edifícios dentro do Palácio Garh de Bundi, contém pinturas murais do século XVIII, entre as quais se encontra uma série completa de 36 ragamalas em uma sala. Rudyard Kipling também a “sala escura” após visitar o palácio no final do século XIX, sem falar nas pinturas murais, hoje em mau estado.

#### Kota

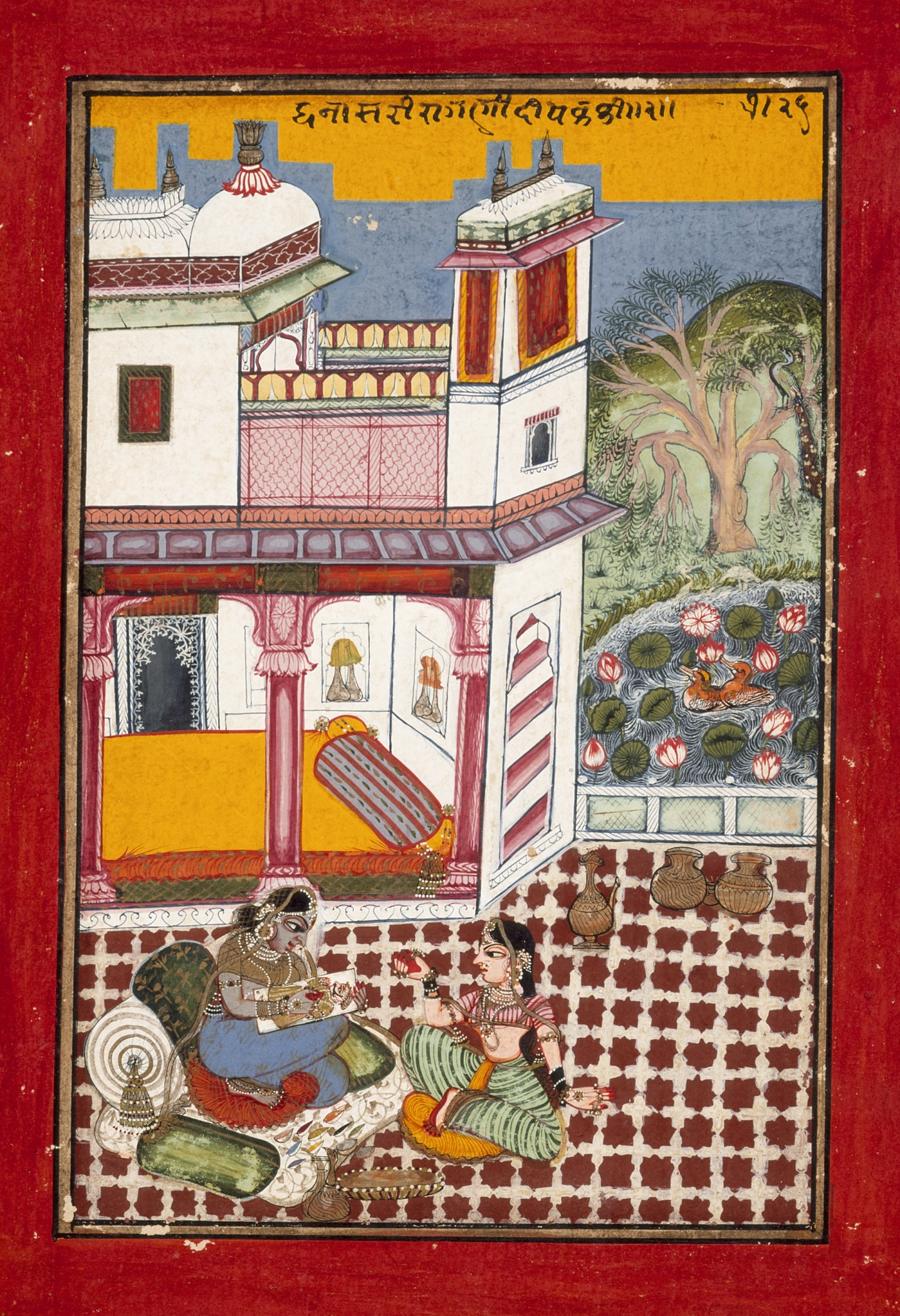
Ragini Dhanashri, para tocar à noite. Uma mulher no terraço do palácio pinta um retrato de seu amante ausente enquanto um servo se senta à sua frente. Escola de Kota, 1725–1750. Museu de Arte do Condado de Los Angeles

Kota foi fundada em meados do século XVII como um ramo do estado principesco de Bundi, localizou-se inicialmente a oeste e depois a leste do rio Chambal. O estado, localizado no extremo leste do Rajastão, existia no século XVIII temporariamente maior e mais poderoso que Bundi. O primeiro ragamala conhecido de Kota data de cerca de 1660. Em Kota, o estilo clássico da escola de Bundi continua, razão pela qual as pinturas são frequentemente classificadas como “Bundi/Kota”. Assim, o ragamala estilo Bundi composto por 251 imagens foi feito em Kota em 1768. Ele contém um cólofon que nomeia o poeta da corte Ram Kasan como autor e um certo Dalu como pintor, que completou seu trabalho na segunda terça-feira do mês de jyeshtha (solstício de verão, maio-junho), de acordo com o calendário hindu da aldeia de Nanda. No total de 251 imagens, estão representados 6 Ragas, 30 Raguinis e 48 Putras (filhos), cada um com 2 esposas (subtotal 96). Há também 60 putris (filhas) distribuídas igualmente pelas famílias. Estas 240 representações de raga são complementadas por 3 páginas de título, 6 notas individuais personalizadas e 2 páginas de texto. Destes ragamalas mais extensos surgiram depois de meados do século XX 219 folhas ainda estavam preservadas em estado frágil. Klaus Ebeling (1973) critica as condições de armazenamento na biblioteca Saraswati Bhandara em Udaipur.
Uma versão curta com originalmente 36 folhas do Ragamala mencionado foi escrita por volta de 1775 (possivelmente já em 1769) e é mantida no Museu Ashmolean em Oxford. O cliente pode ter conhecido a versão longa e solicitado uma cópia mais barata. O mesmo Dalu ou um de seus assistentes pode ser considerado o pintor.

#### Marwar
No século XIII, à beira do deserto do Thar, o principado de Marwar era o maior estado rajapute em termos de área, cobrindo a maior parte da metade ocidental do Rajastão. A terra seca e os muitos conflitos armados não eram muito adequados para o desenvolvimento de uma cultura florescente paralelamente à construção de fortalezas. Os poucos ragamalas sobreviventes de Marwar, portanto, não mostram um estilo próprio altamente desenvolvido. O único ragamala datado vem da cidade de Pali e é datado de 1623. É simples e desenhado em um formato de paisagem antiquado. Exceto dois ragamalas, os demais não possuem texto. Por serem estilisticamente inconsistentes, são difíceis de classificar.
O cólofon do ragamala em Pali aparece abaixo da inscrição no fólio 36 e está escrito em dingal, um dialeto local do Rajastão. Outra ragamala, criada por volta de 1690, está estilisticamente ligado às escolas de Mewar e Jaipur. A referência a Jaipur é revelada por Raga Pancham (um casal apaixonado entre companheiros musicais), Ragini Gormalar (uma senhora sentada com uma vina rodeada de pavões), Raga Vibhasa (também Bibhas, o Críxena em pé aponta seu arco de lótus para uma mulher adormecida), Ragini Dhanashri (o marido retorna ao palácio a cavalo onde sua esposa desenha seu retrato).

#### Mewar
O mais antigo estado principesco de Mewar, no sudeste do Rajastão, existe desde o século VIII governado pela família rajaput de Sisodia. Os rajaputes de Mewar foram os últimos e mais ferozes combatentes contra o poder superior dos mogóis sob Aquebar. O ragamala mais antigo data da fase final da guerra. Surgiu em 1605 na última capital, Chawand (no distrito de Udaipur), para onde os governantes de Mewar se retiraram. O pintor muçulmano conhecido como Nasiruddin combinou o estilo do Rajastão com alguns elementos da pintura mogol. Após a subjugação de Mewar ao governo mogol em 1615, o estilo provincial mogol dominou em Mewar. Durante este tempo de paz, foram criadas no século XVII algumas miniaturas de alta qualidade, inclusive do pintor muçulmano de ragamala Sahibdin.

#### Bikaner
O estado principesco de Bikaner foi fundado em 1465 por Rao Bika, de uma linhagem da família Rathor de rajaputes, na orla do deserto, no norte do Rajastão. Em 1560, Aquebar concedeu independência ao estado aliado. Bikaner não produziu seu próprio estilo de pintura, mas os tesouros principescos incluíam alguns ragamalas capturados durante as conquistas mogóis no Rajastão e no Decão. Entre eles está um ragamala do Decão do final do século XVI com cerca de 10 folhas guardadas no palácio de Bikaner.

#### Jaipur
O estado principesco de Jaipur, localizado no nordeste do Rajastão, era nomeado conforme a então capital Amber do século XIV em diante, e depois de 1727, teve Jaipur como a nova capital. A proximidade geográfica com Deli e Agra explica a orientação cultural para com os mogóis desde o início do seu domínio (Babur, r. 1526–1530). O ragamala mais antigo que pode ser atribuído a Amber foi provavelmente criado sob Raja Jai Singh I (r. 1621–1667) por volta de 1640. No Museu Baroda, 12 folhas desta série encontram-se em mau estado de conservação. Os motivos são muito semelhantes a dois ragamalas datados do início do século XVIII, feitos em Amber pelo mesmo pintor. Um ragamala, que, segundo o cólofon, foi criado em 1709 pelo pintor Mahatma Ramakila, está totalmente preservado, exceto por duas folhas. Seu estilo provavelmente desapareceu pouco depois de 1709. Sob Jai Singh II (r. 1699–1743), que fundou Jaipur como capital, surgiu lá um novo estilo de pintura que foi influenciado por Mewar, Malwa e Marwar.
Klaus Ebeling (1973) distingue um terceiro estilo de pintura de Jaipur que foi cultivado durante várias décadas, por volta de 1800. Um ragamala datado de 1779–1804, que consiste em 5 ragas, 30 raginis e 34 putras (filhos), é atribuído ao período de transição para este terceiro estilo. Todas as putras de uma família são mostradas em campos separados em uma folha. Faltam duas folhas, mas há um frontispício representando oito deuses, incluindo Brama, Críxena e Ganexa. O principal deus masculino nos ragamalas é Xiva, por exemplo a Ragini Barari encarna uma mulher que admira Xiva. Dez folhas da série representam ragas da tradição do Rajastão, o restante pertence à tradição especial do Amber. A Ragini Gujari representa uma mulher tocando vina em uma ilha, enquanto a Ragini Gondkari representa duas mulheres tocando vina.

### Estilisticamente associados ao Rajastão

#### Malwa

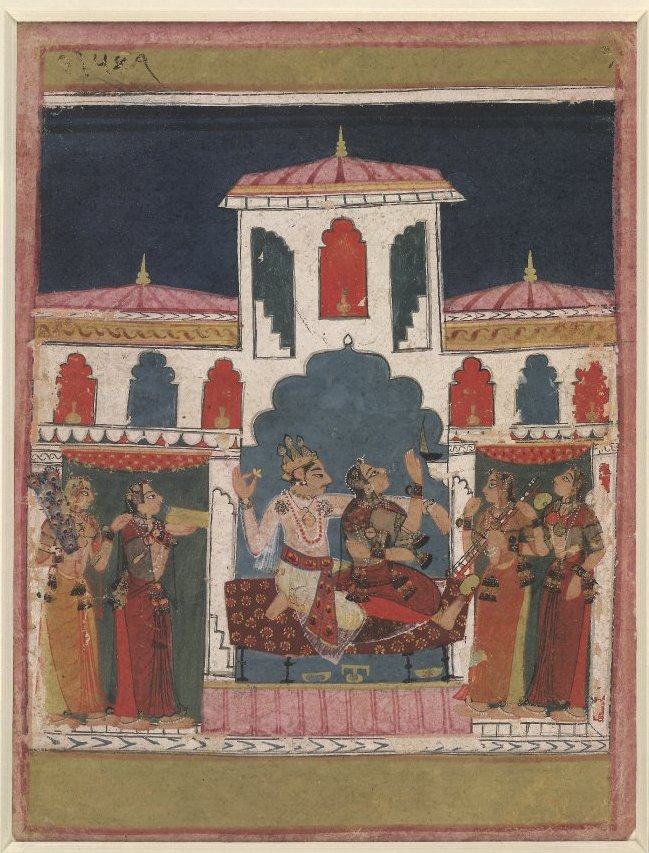
Raga Dipaka de Malwa, por volta de 1650. Rei e senhora cercados por servos. 19.6×14,8 centímetros incluindo moldura pintada.

O islâmico Sultanato de Malwa, fundado em 1392 no que hoje é o estado de Madia Pradexe e na fronteira com o Rajastão a sudeste, está geograficamente atribuído à Índia Central. Os pontos de partida de uma escola de pintura independente em Malwa são a ilustração rajastânica de Ragini Bhairavi (1550-1580), um manuscrito Rasikapriya datado de 1634 de origem obscura e influências indianas mogóis. De origens bastante simples, desenvolveu-se em meados do século XVII o estilo do principado de Narsinghgarh, que se tornou independente em 1681. O marajá amante da arte Jai Singh II de Jaipur, no Rajastão, que foi temporariamente governador de Malwa desde 1714, pode ter colecionado ragamalas contemporâneos de Malwa e Bundelkhand.
A dinastia marata Chinde, que governou o estado principesco de Gwalior por volta de 1730, promoveu o último ragamala segundo a iconografia tradicional, que surgiu pouco depois de 1872. Este é um mural de 42 painéis no Palácio Moti Mahal em Gwalior, concluído em 1872 como sede da administração. As pinturas a secco para os ragamalas individuais são dispostas em duas zonas, uma acima da outra, e medem 75 a 100 centímetros de altura e 30 a 60 centímetros de largura. Cada imagem possui um número e o nome do raga ou raguinis. Das 42 fotos, metade pertence à tradição do Rajastão de acordo com o motivo e o título. Para as restantes imagens, o nome e o motivo não coincidem e pertencem à tradição do Rajastão em geral ou de Amber. Certas influências europeias são evidentes numa perspectiva central pouco compreendida e em algumas figuras vestindo trajes da época rococó.
Antes de 1916, o historiador de arte A. Coomaraswamy adquiriu o Ragamala de Boston, de importância histórica da arte de Malwa, por volta de 1640, que foi oferecido em Déli, e o descreveu em um dos primeiros estudos científicos sobre os ragamalas. A iconografia é do Rajastão e contém alguns elementos exclusivos dos ragamalas de Malwa.

#### Bundelcanda

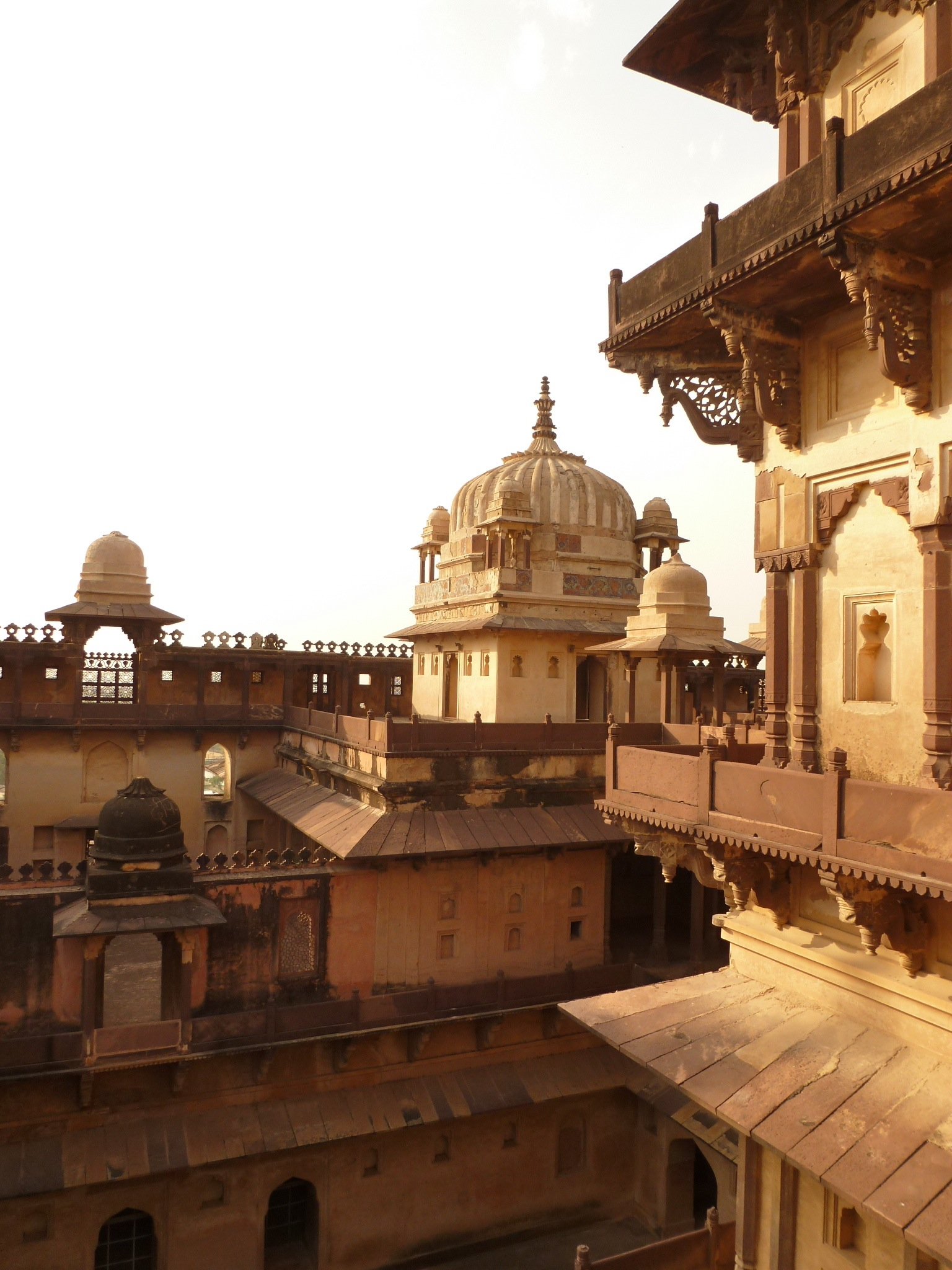
Palácio Raja Bir Singh em Datia, que abriga desde o século XVII uma coleção de ragamalas.

A região de Bundelcanda, que pertence a Madia Pradexe, está localizada no norte da Índia central e faz fronteira com a planície gangética ao sul. Bundelcanda é parcialmente vista como uma defensora periférica da escola de pintura no vizinho Sultanato de Malwa, a oeste, e parcialmente atribuída ao segundo estilo de Jaipur (de Amber), ou referido como "estilo indiano central". Além da influência do Rajastão, pode-se observar uma relação com o estilo popular mogol. Este último é particularmente evidente no mais antigo e único ragamala que certamente foi criado em Bundelcanda: um mural no Palácio Raja Bir Singh em Datia (também Datia Mahal), que foi criado por volta de 1610. O palácio foi construído sob Raja Bir Singh Dev de Orchha (r. 1602–1628), que governou Bundelcanda como vassalo dos mogóis. O mural, distribuído por quatro superfícies de parede, inclui 18 cenas aplicadas a secco com tintas a têmpera, que correspondem iconograficamente às miniaturas dos Ragamalas do Rajastão. Estilisticamente, as imagens mal preservadas (de acordo com Ebeling, 1973) representam uma tradição mogol simples e popular.
Em um ragamala de Bundelcanda com originalmente 86 folhas, estas não são organizadas de acordo com o sistema do Rajastão, mas de acordo com o Sistema de Mesakarna comum no sopé do Himalaia.

### Miniaturas paharis

#### Sistemática
A pintura pahari é o estilo de várias escolas regionais em alguns principados no sopé do noroeste do Himalaia, na Índia, nas cabeceiras de cinco rios que fluem pelo Panjabe e dão nome àquela região. As escolas pertencentes à pintura pahari são chamadas Basohli (no atual distrito de Kathua no Território da União de Jamu e Caxemira), Jammu (em Jamu e Caxemira), Guler (no distrito de Kangra em Himachal Pradexe), Kangra (no distrito de mesmo nome), Kullu (também Kulu, no distrito de mesmo nome em Himachal Pradexe), Chamba (com a cidade de Chamba em Himachal Pradexe) e Tehri Garhwal (no atual estado de Utaracanda). A pintura pahari floresceu (provavelmente) a partir da segunda metade do século XVII.
Embora os mesmos 6 ragas masculinos apareçam no Sistema de Hanuman, toda a família raga consiste em 84 membros de acordo com o Sistema de Mesakarna usado na região. Além dos 6 ragas, há 5 raguinis cada, alguns dos quais com nomes diferentes, e 8 putras adicionais cada como tipos de melodia secundária. Existe uma relação textual do Sistema de Mesakarna com o Guru Granth Sahib, a escritura sagrada sique apresentada em 1604. Existe um arranjo semelhante de ragas, mas não há representações ragamala conhecidas associadas ao siquismo. No entanto, existe um manuscrito do século XVIII guardado no Museu Britânico de origem desconhecida, que contém um tratado persa sobre música (risala musiqi) nas primeiras 16 folhas e miniaturas (intituladas rag-i musiqi) nas 40 folhas seguintes. Os nomes dos ragas são dados acima na escrita gurmukhi, a escrita dos siques. No entanto, uma estrutura ragamala específica não pode ser lida a partir disso.
A iconografia pahari difere significativamente da tradição no Rajastão e no resto da Índia. A pesquisa só conseguiu categorizá-los estilisticamente na primeira metade do século XX. M. S. Randhawa forneceu uma visão geral básica com o título Kangra Ragamala Painting (1958), que retrata 80 pinturas de raga e raguini. Contudo, Randhawa ainda não reconhece as miniaturas, datadas por volta de 1790, como uma tradição estilística independente. Sua suposta origem reside, por um lado, no reinado de Auranguezebe (r. 1658-1707) e, por outro lado, entre a vitória do persa Nader Xá sobre os mogóis em Delhi em 1739 e a invasão do governante afegão Amade Xá Durrani no Panjabe em 1747, muitos pintores de Delhi retornaram às regiões do norte e enriqueceram as tradições locais de lá. É difícil saber com mais precisão porque quase não existem cólofons ou assinaturas dos pintores.

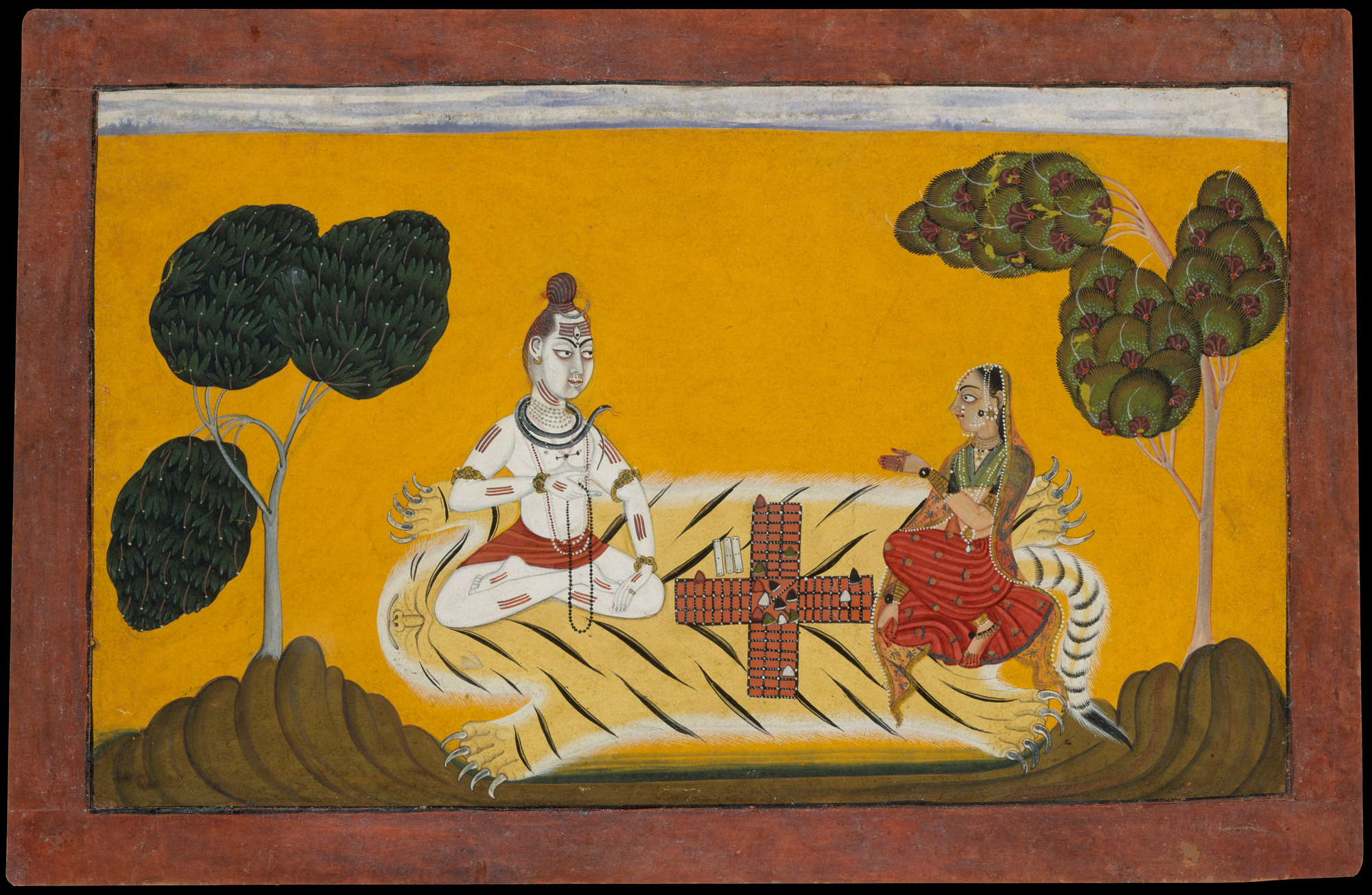
Xiva e sua esposa Parvati jogam o jogo de tabuleiro chaupar. Uma folha de uma série Rasamanjari pintada por Devidasa de Nurpur (fl. 1680–1720). Escola Basohli, 1694/95. Ragamala Keine.

A única obra significativa e datada no campo da pintura pahari é um manuscrito iluminado de Rasamanjari, criado em Basohli em 1694/95. O Rasamanjari (“Essência da Experiência Prazerosa”) é um poema de amor escrito em sânscrito por Bhanudatta no final do século XV, cujo tratamento dos humores emocionais (rasa) remonta ao Natyashastra, que foi escrito por volta da virada do século. Nos séculos XVII e XVII, Rasamanjari era uma fonte popular de manuscritos iluminados no Rajastão e no sopé do Himalaia. Com base nisso, de acordo com as características estilísticas, o ragamala pahari mais antigo que pode ser determinado aproximadamente no tempo é datado da primeira década do século XVIII. A julgar pelas folhas individuais que foram preservadas, pode ter havido precursores de ragamalas em Basohli e Kullu.
Uma visão quase completa do arranjo de raga de acordo com o Sistema Mesakarna é fornecida por um ragamala de Bilaspur composto por 84 pinturas, 72 das quais são mantidas no Museu de Arte Asiática de Berlim. Na escrita takri usada na região naquela época, o nome do raga e seu número no sistema de ragamala são mencionados na frente das folhas. Esta informação também está escrita no verso em escrita nagari, incluindo a atribuição de uma raguini ao respectivo raga. Os ragas masculinos das seis famílias são Bhairava, Malakaushika, Himdola, Dipaka, Shri e Megha. Embora toda a lista de famílias raga esteja muito próxima do manuscrito de Mesakarna, as implementações pictóricas diferem muito da descrição de Mesakarna. Por exemplo, em uma estrofe do texto do Ragaputra Kamala (o primeiro dos oito filhos de Raga Dipaka) diz: "Segurando um lótus duplo, o Raga Kamala está em um enxame de abelhas ansioso por mel." No Ragamala de Berlim, o Raga Kamala é retratado como um amante que está prestes a atirar uma flecha de flor (flecha do amor) na pessoa amada sentada à sua frente. Esta cena é mais consistente com o texto de Ragaputra Rama (o terceiro filho desta família), segundo o qual Rama, equipado com arco e flecha, fala com sua amada.
Ao contrário do grande número de ragamalas do Rajastão, apenas algumas miniaturas coerentes de ragamala são acessíveis na região de Pahari. Klaus Ebeling (1973) examina os seguintes ragamalas, incluindo o exemplo de Berlim:
De um ragamala de Basohli ou Kullu datado por volta de 1700, 32 folhas estão espalhadas em diversas coleções, a maioria das quais está no Museu de Belas Artes de Boston.
Coleção do início do século XVIII, talvez de Basohli, no Museu Nacional de Déli consiste em 100 folhas de desenhos. Alguns títulos ocorrem várias vezes, provavelmente vários artistas estiveram envolvidos e originalmente formaram a base para vários ragamalas, mas não podem ser atribuídos a nenhuma miniatura concluída.
Um ragamala de Kangra datado por volta de 1790 inclui 80 folhas na Galeria Nacional de Arte Moderna de Déli. Uma das folhas dedicadas ao Ragaputra Vivacha mostra dois jovens batendo violentamente com baquetas em tambores fixados em uma moldura no meio deles. Os tamboreiros parecem gostar do barulho que produzem e é possível ver um sorriso sutil em seus rostos. A visão do observador a partir de baixo cria um horizonte profundo com muito céu azul claro. Uma densa árvore verde ergue-se sobre a cena. Ambos são incomuns para miniaturas paharis, mas referem-se a algumas pinturas posteriores em que Críxena toca flauta debaixo de uma árvore para Rada, que está ouvindo.

#### Ragamala pahari de Berlim e instrumentos musicais
Uma borda vermelha de 2,5 centímetros de largura feita de papel brilhante foi colada nas 72 folhas, resultando em um tamanho de folha de 18,7×23,5 centímetros. A pintura em si tem 13,7×18,5 centímetros. A escrita takri está escrita em tinta branca nas bordas. Cada uma das famílias, composta por raga, raguinis e putras de 14 membros, é caracterizada pela mesma cor de fundo: a família do Raga Bhairava (1): verde oliva; Raga Malakaushika (2): verde-azulado claro; Raga Hindola (3): amarelo-branco; Raga Dipaka (4): cinza chumbo opaco; Raga Shri (5): verde médio e Raga Megha (6): marrom claro. Os personagens estão em uma ampla paisagem ou em um terraço em frente ao palácio.
A ampla paisagem na cor da família do raga estende-se até uma estreita faixa de céu na borda superior do quadro e é interrompida em primeiro plano por gramíneas que sugerem saliências rasas no solo e nas laterais por uma ou duas árvores. Superfícies de água aparecem na parte inferior da imagem em uma cor cinza-azulada preenchida com um padrão de linhas labirínticas brilhantes, por exemplo, no Ragaputra Gambhira, que mostra um distinto cavalheiro e uma senhora em um barco com cabeça de elefante. O homem fixa o barco com uma vara fina enquanto a mulher se vira para ele, gesticulando com as duas mãos. A cabeça do elefante na proa do barco é representada com uma tromba enrolada para cima. Após o verso associado, a criatura híbrida Makara, que está associada ao elemento água, fala o Raga Gambhira. A cabeça de Makara, que muitas vezes aparece como um monstro na arte indiana, pode ser representada como um dragão, golfinho ou elefante.
Como pano de fundo, os palácios geralmente têm um telhado plano com altas torres de canto (chhatri). Da frente dos palácios térreos pode-se ver uma fachada branca estruturada ou uma tentativa torta de representação em perspectiva de todo o edifício. Nos nichos superiores das fachadas encontram-se garrafas decorativamente coloridas, tigelas rasas ou às vezes, no modelo europeu, vasos brancos com coloridos buquês de flores. Este último é o caso do Ragaputra Saranga, que está representado em frente à fachada do palácio com uma senhora fazendo manteiga e um espectador masculino parado ao lado da paisagem. A senhora usa um barbante com as duas mãos para girar um bastão fino que fica verticalmente em uma panela. O senhor se aproxima pela direita e fala com a senhora com as mãos dobradas e estendidas. O nome Saranga não está registrado em Mesakarna para um dos filhos do Raga Shri; em vez disso, o Ragaputra é chamado de Gunasagara (abreviação de Sagara). Em um verso é dito que o som do leite batendo corresponde ao Raga Sagara.
Duas pessoas aparecem na maioria das 72 folhas, enquanto apenas uma pessoa aparece nas 12 folhas. Somente no Ragaputra Mangala aparecem quatro pessoas. Um nobre cavalheiro está sentado no tapete do terraço de um palácio, atrás do qual um criado à direita segura uma folhagem (para refrescar o ar e contra insetos). À esquerda, dois jovens músicos estão agachados no chão em frente ao terraço, um deles segurando na mão um alaúde de pescoço longo, pescoço amarelo e corpo verde. Eles conversam com o nobre cavalheiro. Por pertencer ao Raga Hindola, o fundo é marfim. Segundo Mesakarna, o Ragaputra Mangala deve ser imaginado como um rei entre os ragas, com uma coroa na cabeça, um manto magnífico e na forma de um deus do amor.
Os instrumentos musicais utilizados nas cenas são principalmente tambores. Para o Ragaputra Bhramarananda, um tambor de moldura bate no terraço acarpetado do palácio, ao ritmo do qual dança um jovem pastor debaixo de uma árvore à direita. As abelhas estão zumbindo acima do pastor. O fundo é tingido de azul esverdeado claro, a cor da família do Raga Malakaushika. Mesakarna considera o Ragaputra Bhramarananda um homem vestido de forma colorida com uma coroa de flores e uma coroa de ouro na cabeça, que busca seus prazeres; segundo o texto, as abelhas também representam este raga. O tambor de moldura é relativamente raro na música do norte da Índia. Embora já estejam representados em antigos relevos indianos, seu nome remonta a uma influência árabe-persa (nas línguas do norte da Índia, a palavra daira ou daff).
Outras miniaturas retratam grandes tambores cônicos duplos que os músicos tocam com as mãos em pé ou sentados. Os tambores mostrados lembram o pakhawaj tocado na música clássica do norte da Índia, mas as baquetas empurradas no meio sob as cordas de tensão estão faltando nas ilustrações. No Raga Lahula, um músico sentado no terraço do palácio toca o tambor, enquanto à direita um cavalheiro de frente para ele toca a flauta transversal (bansuri). A cor de fundo é cinza azulado. Três figuras atuam no Ragaputra Madhava em uma ampla paisagem: um músico com címbalos à esquerda, um tamboreiro à direita e no meio um jovem distinto com uma túnica leve e solta. Com a mão direita estendida ele balança a ponta do lenço enrolado para o alto, enquanto a mão esquerda faz barulho com castanholas na altura dos ombros, tendo ao fundo a cor da família verde oliva do Raga Bhairava.
O Ragaputra Vivaca, que pertence ao Raga Hindola, é representado por um músico ajoelhado num prado tocando um par de tambores (naqqara) com duas baquetas e um príncipe sentado no terraço do palácio encostado numa grande almofada. Atrás dele, à direita, está um servo com um leque feito de pelo de cauda de iaque sobre o ombro. Quatro miniaturas apresentam um pequeno tambor de ampulheta, conhecido na música folclórica da região como hurka e na esfera religiosa como damaru.
Os instrumentos de cordas mostrados são alaúdes de pescoço longo com pescoço longo muito fino ou com pescoço ligeiramente mais curto e mais largo, bem como cítaras. Na Ragini Karnati, duas senhoras musicais sentam-se frente a frente no tapete do terraço do palácio. A da direita toca um alaúde de braço longo, no qual segura as cordas com a mão esquerda acima da altura da cabeça, acompanhada ritmicamente pela senhora da esquerda com um tambor de ampulheta (hurka?). Nos nichos superiores da fachada do palácio encontram-se quatro garrafas de gargalo longo e no meio um vaso com um ramo de flores. O fundo é verde de acordo com a cor da família do Raga Shri. Os músicos usam saias, blusas e véus largos. O texto explica que Ragini Karnati dança exuberantemente e é audível por um manto esvoaçante ao vento.
Em três fotos, os músicos tocam uma cítara com duas cabaças presas para reforçar a ressonância. Na Ragini Vamgali, que pertence ao Raga Bhairava, o tocador da cítara senta-se em frente ao seu companheiro com um tambor de ampulheta. A cítara fica incomumente no ombro direito. À esquerda, atrás da fachada branca do palácio, sobressai a copa de uma árvore. No texto de Mesakarna, Vamgali é geralmente imaginado, sem relação com esta representação, como uma bela mulher de pele branca e roupas de cores claras, com pomada de sândalo espalhada por todo o corpo. Como pode ser visto nas estacas, as cítaras mostradas têm duas ou quatro cordas. Tipologicamente, pertencem ao rudra vina e ao jantar, populares no período mogol.
Instrumentos de sopro raramente são representados. Além da flauta transversal tocada em uma imagem, o pastor dançante descrito no Ragaputra Bhramarananda tem um chifre de gado pendurado no pescoço (cf. Neku). Além disso, um tocador de gaita de foles aparece no Ragaputra Mayada (Mevada), que pertence ao Raga Malakaushika. Ele sopra seu instrumento ao lado de uma árvore à esquerda, em frente ao terraço do palácio. Duas mulheres ficam em cima e de frente para o músico. A que está à frente parece segurar um par de címbalos horizontalmente nas mãos e batê-los, enquanto a mulher que está mais à direita é caracterizada como serva por um pano dobrado que segura na mão direita levantada para acenar. Em Mesakarna diz-se que o som de limpeza (ou corrida), khalva, corresponde ao Ragaputra Mayada. Se khalva for equiparado a khalla, o significado de “bolsa de couro” poderia ser considerado, entre outras coisas, para construir uma conexão com a gaita de foles. A gaita de foles mashak é um instrumento musical folclórico tradicional do noroeste da Índia que ainda é usado hoje.

### Decão

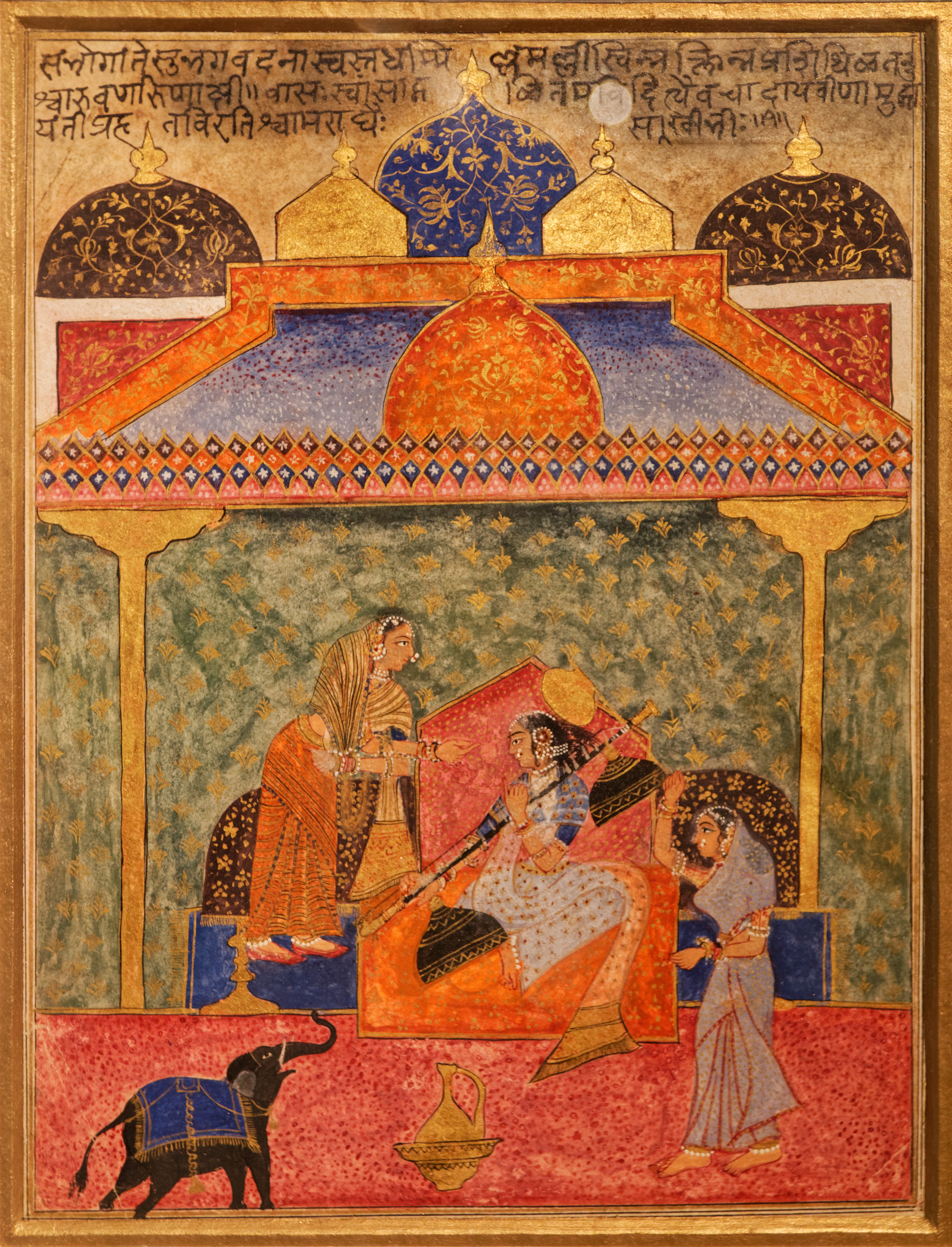
Ragini Patahansika senta-se em um pavilhão com os cabelos desgrenhados após uma noite de amor e toca vina na frente de duas criadas. O elefante trombeteando em primeiro plano talvez defina o tom. Cena do palácio influenciada pela arquitetura indiana mogol. Raro motivo ragamala de Ahmadnagar, 1590–95. Museu Nacional, Nova Delhi

A grande região de Decão formou uma zona tampão contestada para o reino hindu de Vijaianagar, no sul, durante os governantes muçulmanos do Sultanato de Déli e o subsequente Império Mogol no norte da Índia. No século XVI, floresceram ali os sultanatos muçulmanos independentes de Bijapur, Golconda e Amadanagar, nos quais foram criadas algumas importantes ilustrações de ragamala. Com as guerras e agitações no século XVII, quando todos os cinco sultanatos do Decão foram conquistados pelo Império Mogol, a criação de arte tornou-se mais difícil. Portanto, a partir do século XVII, não foi preservada uma única série completa de ragamala que pudesse ser claramente atribuída ao Decão. Os últimos anos antes da morte do hostil imperador mogol Auranguezebe foram marcados por revoltas e agitação, após os quais os maratas conseguiram expandir sua influência através do Decão. Em 1720, Assafe Já I fundou o estado principesco de Haiderabade no Decão, o que trouxe um período de relativa paz para as três décadas seguintes de seu governo. Portanto, uma produção considerável de ragamalas começou em meados da década de 1720, muitos dos quais sobreviveram.
A maioria dos ragamalas decanos no século XVIII consiste em 36 pinturas de 6 famílias de raga. Os subestilos de Haiderabade e de outros lugares são tão diferentes que estilisticamente nenhuma tradição decana de ragamala pode ser identificada no século XVIII. Na sua iconografia, os ragamalas que sobreviveram no século XVIII são claramente influenciados pelo Rajastão, enquanto os poucos ragamalas do século XVI não contém nenhuma adoção estilística do Rajastão. A ligação ao Rajastão não pode necessariamente ser comprovada pelos títulos escritos nas folhas, porque os títulos dos ragas do Rajastão, desconhecidos dos músicos do Decão, foram substituídos e os mesmos motivos apareceram com nomes diferentes. Alguns motivos dos ragamalas do Rajastão estão completamente ausentes do Decão. Além disso, muitos dos motivos dos ragamalas do Decão do século XVI não têm ligação com os do século XVIII e não ocorrem em nenhum outro lugar da Índia.
A miniatura de Ragini Malu de Haiderabade, pertencente à família de Raga Shri, é datada de 1765-1780 e mede 22×13,7 centímetros, incluindo a borda pintada. Críxena, tocando uma flauta e pendurado com uma longa guirlanda de flores brancas, está em uma campina ao lado de uma árvore na margem de um lago cercado por vacas. À esquerda, debaixo de uma segunda árvore, duas senhoras ouvem sua música. As vacas são decoradas com sinos e correntes em volta do pescoço, uma vaca lambe o calcanhar direito de Críxena. Uma Ragini Malu é desconhecida nos diretórios de ragamala habituais e na música indiana. Um Raga Maluha é conhecido pelo nome, mas suas representações são diferentes, mas uma pintura comparável do Decão leva o título Ragini Bhupali do Raga Shri.

## Ambiente

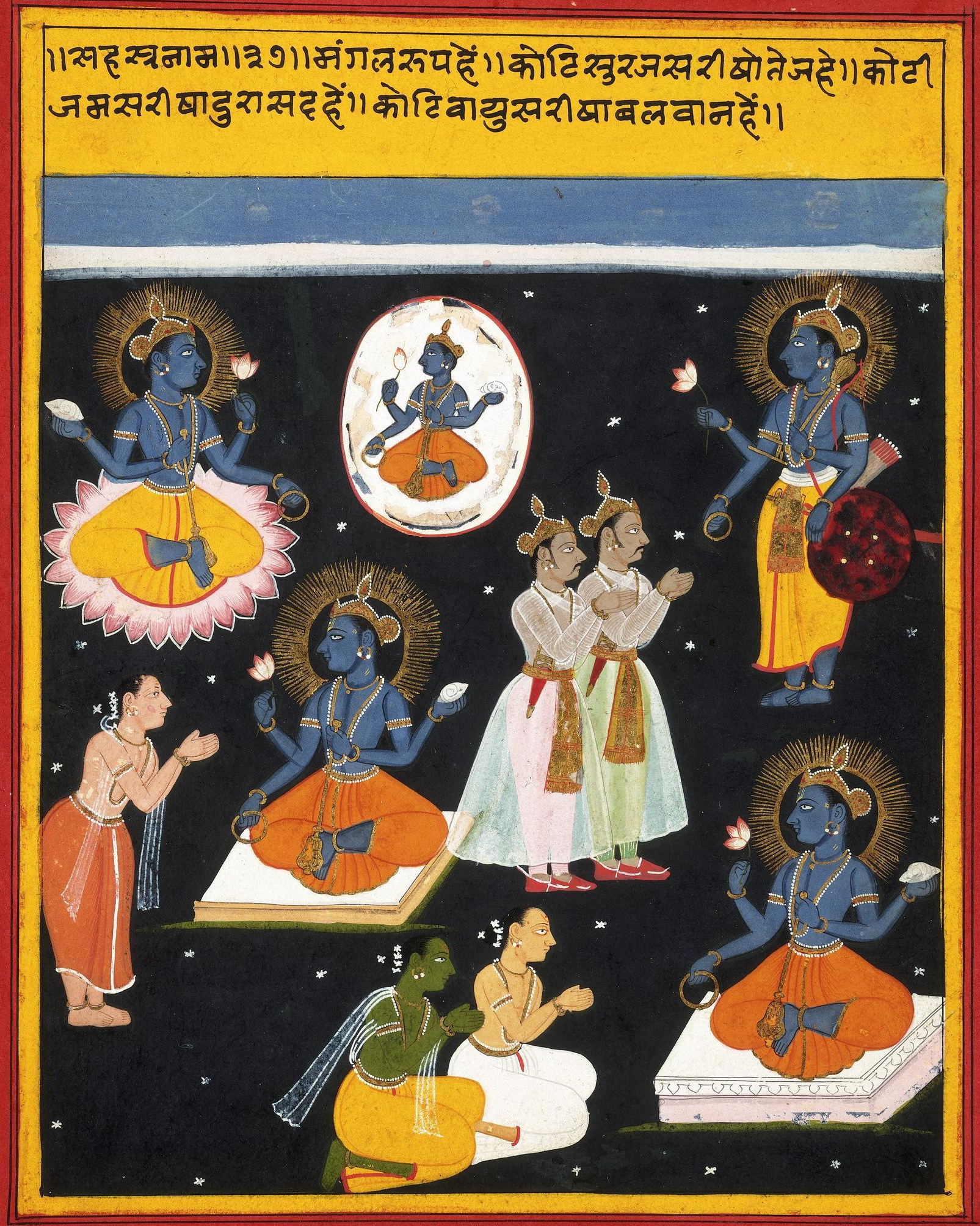
Um manuscrito do Vishnu Sahasranāma, um dos stotras mais importantes para a adoração de Vixenu. A miniatura mostra Vixenu em cinco formas e seus devotos. Mewar, Rajastão, por volta de 1690.

O antigo livro de regras da pintura indiana, Chitralakshana, fala das origens míticas da pintura. Quando o filho de um brâmane morreu inesperadamente no início do período védico, aquele brâmane procurou a ajuda do rei Nagnajit. O rei convocou o deus da morte Iama para trazer seu filho de volta à vida. Iama recusou e houve uma briga entre ele e o rei, que trouxe o deus criador Brama. Brama disse ao rei para pintar um quadro (chitra) do falecido. Brama deu vida à imagem e foi assim que a primeira pintura foi criada. Vishvakarman, o arquiteto divino, é considerado o ancestral dos artistas em torno de Brahma, que também criou todas as coisas úteis e valiosas para os deuses.
O poder da imagem atravessa a história cultural indiana como uma ideia mítico-religiosa. Makhali Gosala, contemporâneo de Buda e Mahavira, é descrito como um contador de imagens (mankha). Que tipo de imagens Makhali Gosala usou é desconhecido. Rolos ilustrados (chitrapata) com conteúdo narrativo são retratados em relevos do século I a.C. na estupa de Sanch e ainda hoje são usados na tradição popular no Rajastão (chamado pabuji-ka-pad ou phad, para abreviar). No século VII, o dramaturgo e poeta sânscrito Banabhatta menciona pergaminhos de tecido do século que, pendurados em postes, mostravam aos espectadores o mundo sobrenatural governado pelo deus da morte Iama. A casta marginal patua em Bengala Ocidental ainda mantém, de forma modificada, uma antiga tradição de narrativas pictóricas apresentadas de forma cênica. Assim como os ragamalas, todas são combinações de artes cênicas, pintura e literatura.
As pinturas em manuscritos jainistas medievais tinham uma função mágica e didática. Até hoje, a recitação e veneração de um manuscrito do Kalpasutra faz parte da prática ritual em um festival jainista anual. Os manuscritos também são transportados em procissões.
Uma das escolas vixenuístas, os gaudias vaixnavas, cultivou no século XVI uma forma de culto religioso em que cantavam ou recitavam stotras. Stotra é um gênero de texto de poesia sânscrita que tem sido difundido desde os tempos antigos da Índia e experimentou um renascimento naquela época, enquanto por outro lado a literatura em línguas regionais substituíra o sânscrito desde o segundo milênio. O estudioso religioso, seguidor dos gaudias vaixnavas e poeta Rupa Goswami (c. 1490–1564) também é considerado um mestre da poesia stotra, que se tornou essencial para a experiência religiosa de bhaktirasa (de bhakti e rasa), a experiência estético-sensual do divino. O conceito de evocar emoções através da visão ou experiência estética – na pintura e na música – remonta ao Natyashastra, que foi escrito por volta da virada do século, onde é tratado como rasanispatti ("despertar rasa"). Rupa Goswami segue esta ideia básica da estética indiana, mas foca-a na adoração de Críxena e usa sempre a combinação de palavras bhaktirasa em vez de rasa.
Neste contexto, os ragamalas pintados podem ter tido uma função semelhante à honra religiosa (puja). A lenda refere-se ao fato de que músicos que não tocavam um raga corretamente quebravam os ossos de sua imagem personificada. O músico é obrigado a mergulhar no raga com um nível especial de concentração e atenção (avadhana), para o qual os ragamalas podem ter sido um caminho para esse objetivo. Além disso, os ragamalas, sempre preparados como uma série completa de ragas, poderiam ter servido como auxiliar de memória para os amantes da música.